# Stadio Olimpico (Roma)
Lo stadio Olimpico è un impianto sportivo multifunzione italiano di Roma.
Situato nella pianura tra le pendici meridionali di Monte Mario e il fiume Tevere, fa parte del complesso architettonico del Foro Italico costruito a partire dal 1928 da Enrico Del Debbio, e, ancorché incompleto, fu inaugurato nel 1932 con il nome di stadio dei Cipressi; tra il 1933 e il 1937 Luigi Moretti ne rivisitò il progetto e lo rese una quinta scenica dei giochi del periodo fascista.
Gli eventi bellici bloccarono previste espansioni dello stadio che, dopo la liberazione di Roma nel 1944, fu occupato dalle truppe alleate.
Il suo recupero avvenne tra il 1949 e il 1953 grazie a Cesare Valle, Carlo Roccatelli e, dopo la morte di quest'ultimo, Annibale Vitellozzi, autori di un'opera in discontinuità con il progetto architettonico originale ma maggiormente fruibile.
Fu inaugurato con un evento multisportivo il 17 maggio 1953 (arrivo di una tappa del Giro d'Italia e un incontro internazionale di calcio tra Italia e Ungheria) con il nome di stadio dei Centomila, e già l'anno successivo vi si tenne la finale di Coppa Europa di rugby tra Italia e Francia; dal 1953, salvo brevi interruzioni, ospita gli incontri interni dei due maggiori club professionistici della Capitale, la Lazio e la Roma.
Lo stadio assunse il nome attuale dopo l'assegnazione a Roma dei Giochi della XVII Olimpiade del 1960.
All'epoca impianto completamente scoperto eccezion fatta per la tribuna sul lato verso Monte Mario, in occasione del campionato mondiale di calcio 1990 fu di fatto ricostruito quasi integralmente e dotato di copertura in teflon che ne ha completamente stravolto il disegno originale.
In ambito calcistico, a livello internazionale fu sede delle finali dei campionati europei del 1968 e 1980, nonché di quella del mondiale 1990; più recentemente ha ospitato un girone e un quarto di finale del campionato europeo 2020, disputatosi senza un Paese organizzatore.
A livello di club fu due volte lo stadio ospite della finale di Coppa dei Campioni – nel 1977 e nel 1984 – e altrettante di quella di Champions League, nel 1996 e nel 2009.
Nel 1973 fu utilizzato come sede interna dalla Juventus per disputarvi, in gara unica, la Coppa Intercontinentale contro gli argentini dell'Independiente e nel 1991, in quanto impianto della Roma, fu sede della finale di ritorno della Coppa UEFA che vide impegnato il club giallorosso contro l'Inter.
Nel 1964 fu anche, in maniera estemporanea, la sede del primo e più recente spareggio tenutosi per decidere la vittoria nel campionato italiano di calcio, tra Bologna e Inter.
Dal 2008 è la sede della finale di Coppa Italia.
Oltre alle cerimonie d'apertura e chiusura e le gare d'atletica delle olimpiadi del 1960, vi si tennero gli europei d'atletica leggera del 1974, i mondiali del 1987, i Giochi universitari del 1975 e, più recentemente, gli europei d'atletica leggera del 2024.
Dal 1980 ospita annualmente, tranne alcuni trasferimenti causa lavori, il Golden Gala.
Usato come impianto rugbistico già dal 1954, è dal 2012 lo stadio interno della nazionale italiana nel Sei Nazioni oltre a essere utilizzato per i test match autunnali più importanti.
Infine, dalla ristrutturazione avvenuta nel 1990 è frequentemente impiegato quale sede di concerti.
Lo stadio Olimpico è anche sfondo di due gravi episodi di cronaca nera, il primo nel 1979 quando il lancio di un missile con un'arma artigianale provocò la morte di uno spettatore, Vincenzo Paparelli, e l'altro nel 1994, quando un fallito attentato eversivo della mafia avrebbe potuto provocare la morte di una quantità imprecisata di civili e rappresentanti delle forze dell'ordine durante un incontro della Roma.
L'impianto, così come tutto il complesso del Foro Italico, è dal 2004 di proprietà dell'agenzia Sport e Salute (ex Coni Servizi); in precedenza fu di proprietà demaniale.
La sua capacità omologata è di 70634 spettatori, seconda a livello nazionale.
La massima affluenza certificata allo stadio Olimpico è di 78886 spettatori, registrata durante il campionato di serie A 1973-74.

## Storia

### Le origini
Il complesso del Foro Italico non faceva originariamente parte del piano regolatore generale del 1909 redatto dall'ingegnere e urbanista Edmondo Sanjust.
Fu dopo l'avvento del fascismo, che individuò nello sport un efficace veicolo di propaganda, che il piano di Sanjust fu sottoposto a variante generale nel 1926 per ricomprendervi un'area di 85 ha da adibire a complesso sportivo.
L'allora Foro Mussolini nacque in Piazza d'Armi nel nuovo quartiere Della Vittoria, nella piana ai piedi di Monte Mario sulla sponda destra del Tevere che fronteggia il quartiere Flaminio appena dopo Ponte Milvio.
I lavori, commissionati dall'Opera nazionale Balilla (ONB), iniziarono nel 1928 sotto la direzione dell'architetto Enrico Del Debbio e, tra gli impianti ultimati in vista del decennale del regime, il 28 ottobre 1932, figurava lo stadio dei Cipressi, progettato per 100000 spettatori e realizzato interamente tramite terrazzamenti sul lato di Monte Mario e riporti di terreno sugli altri lati; l'impianto era più adatto ad adunate che a incontri sportivi, essendo la superficie del suo prato pari a ~20000 m² (circa 200 × 100 m).

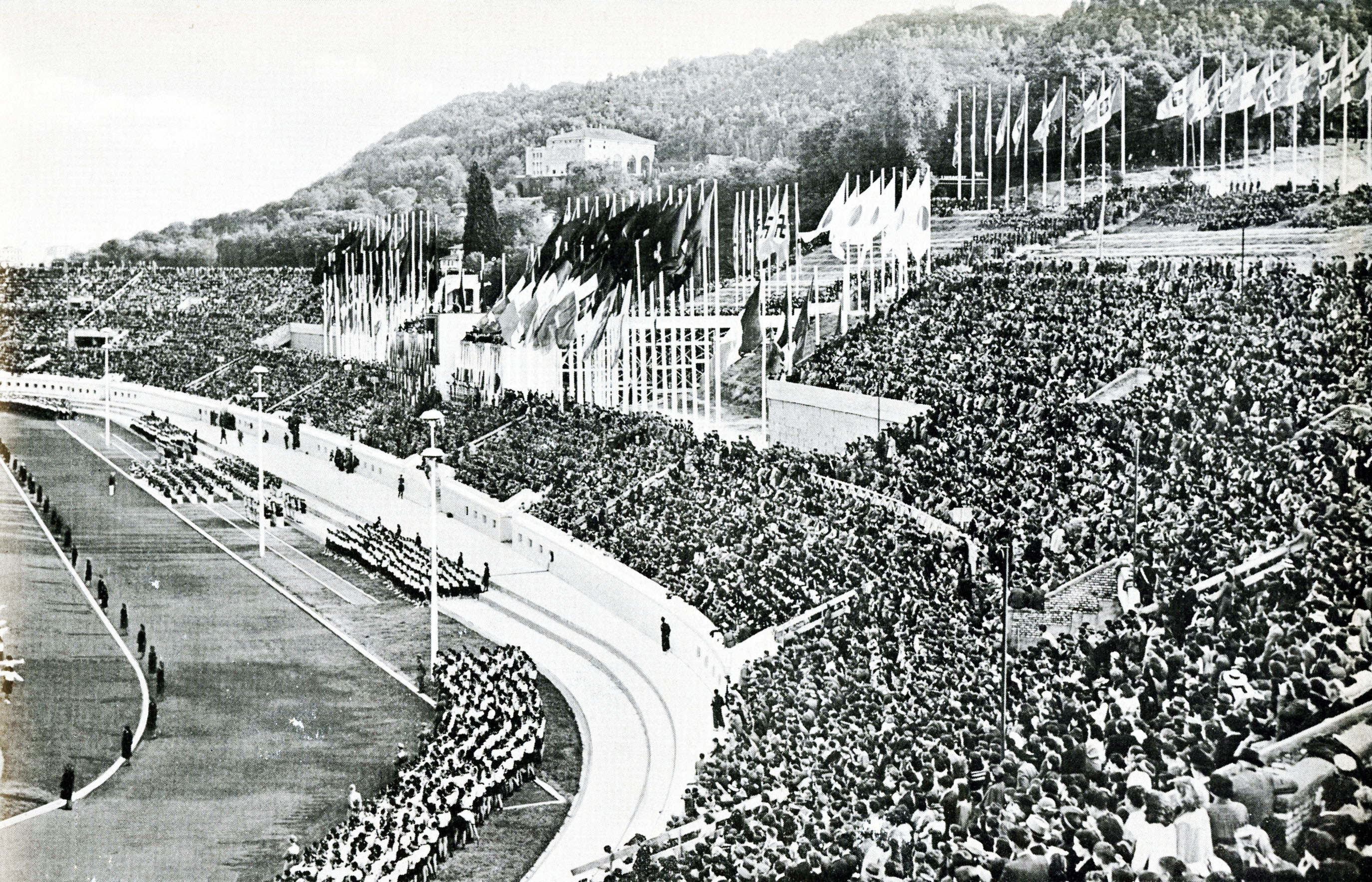
Lo stadio dei Cipressi nel 1941 durante una manifestazione celebrativa dell'Asse

Per realizzare l'impianto, che sorgeva su una zona paludosa soggetta al ristagno delle acque che grondavano dalle pendici di Monte Mario, fu sopraelevato di 4 m il piano di calpestìo tramite il riporto di circa 2 milioni di metri cubi di terra di scavo.
L'inaugurazione ufficiale avvenne il 4 novembre successivo, quattordicesimo anniversario della vittoria nella Grande Guerra, con un saggio ginnico giovanile a opera delle sezioni sportive di Balilla, Avanguardisti e Giovani Italiani.
Lo stadio, nelle intenzioni del regime, avrebbe dovuto ospitare i giochi olimpici che Roma era intenzionata a chiedere per il 1940; a partire dal 1933 fu sottoposto a varianti dall'architetto Luigi Moretti in collaborazione con Angelo Frisia e l'ingegnere Achille Pintonello, che ne rielaborarono una nuova conformazione con tribune in muratura anche sul lato del Tevere e in cui furono previsti anche un campo di calcio e campi accessori per la pallacanestro e atletica pesante; il 9 maggio 1937, primo anniversario dell'Impero, avvenne l'inaugurazione dell'impianto ristrutturato che poteva contenere 60000 spettatori, anche se erano già in programma sopraelevazioni delle tribune che l'avrebbero portato a 100000.
Nel frattempo, con l'incorporazione dell'ONB nella Gioventù Italiana del Littorio (GIL), nel 1937 lo stadio dei Cipressi era passato sotto la proprietà di quest'ultimo ente.

Truppe alleate nel 1944 assistono a un evento sportivo tra militari

Nonostante gli usi multisportivi cui fu destinato, lo Stadio dei Cipressi funse essenzialmente come teatro delle manifestazioni del regime: nel 1938 vi si svolse un'esibizione militare in occasione della visita a Roma di Adolf Hitler e più tardi, in quello che il Littoriale chiamò «Stadio Olimpiaco», ivi si tennero i saggi conclusivi del decimo Campo DUX, manifestazioni ginnico-militari organizzate dalla GIL. 
In piena guerra, nel settembre 1941, ospitò, in contemporanea con Berlino e Tokyo, celebrazioni paramilitari del primo anniversario della stipula del patto tripartito, anche noto come Asse, ovvero l'alleanza politica e militare tra Germania, Giappone e Italia.
I piani di sviluppo dello stadio dei Cipressi furono bloccati con l'arrivo della guerra a Roma nel 1943 e la successiva liberazione dal regime fascista con l'ingresso delle truppe angloamericane nella Capitale nel 1944; lo stadio, in tale periodo, fu utilizzato dai militari come base logistica e sede di competizioni sportive interalleate.

### La ricostruzione del dopoguerra
Dopo la guerra lo stadio fu affidato al CONI che, per voce del suo allora presidente Giulio Onesti, ne annunciò il completamento in varie fasi, la prima delle quali nel 1950.

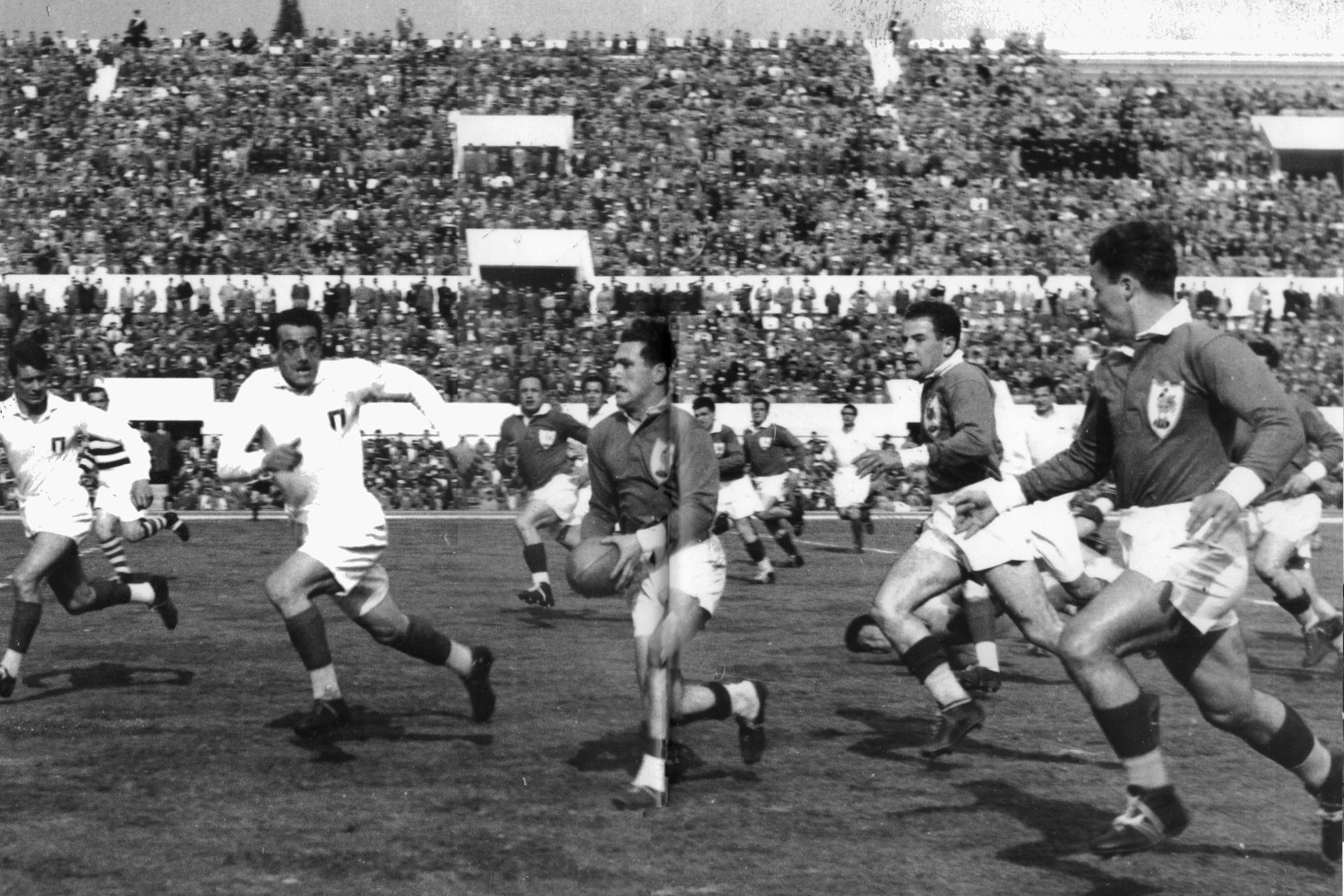
Finale della Coppa Europa di rugby 1954 tra e

Il progetto fu commissionato all'ingegnere Carlo Roccatelli e all'architetto Cesare Valle, entrambi all'epoca membri del consiglio superiore dei lavori pubblici.
A complicare il lavoro del CONI, tuttavia, era il persistere di una controversia burocratica sorta sull'eredità del Foro Italico: infatti il primo governo Badoglio, nel liquidare la GIL con tutte le sue pertinenze, ne aveva assegnato i beni a un neoistituito Commissariato della Gioventù Italiana e disposto che in un secondo momento tali beni, a seconda della natura, dovessero essere ridistribuiti ai ministeri della Difesa e della Pubblica Istruzione; tuttavia, cessata la guerra, tale commissariato, nato come provvisorio, continuò a esistere e quindi rimase proprietario del Foro Italico (tale questione fu destinata a essere risolta solo nel 1976 con la soppressione dell'ente e il passaggio al demanio dei suoi beni immobili, incluso lo stadio).
Lungi dal leggere la vicenda in chiave di lassismo burocratico, l'Unità denunciò il tentativo del Commissariato, a seguito dell'istituzione di un centro nazionale sportivo del Foro Italico, di voler creare un'organizzazione parallela al CONI e orientata a favorire le associazioni sportive vicine all'Azione Cattolica.
Qualche anno più tardi lo stesso quotidiano comunista denunciò pubblicamente Giovanni Valente, commissario della Gioventù Italiana politicamente vicino all'esponente democristiano Amintore Fanfani, per avere ipotecato il complesso del Foro Italico per tre miliardi di lire al fine di finanziare il progetto dell'Ente nazionale assistenza lavoratori (del quale lo stesso Valente era commissario straordinario) di creare l'Enalotto allo scopo di fare concorrenza al Totocalcio, altresì gestito dal CONI.
Roma, Stadio dei Centomila, 17 maggio 1953, ore 16:30
ITALIA – UNGHERIA 0-3
Marcatori: 41' Hidegkuti, 63' e 68' Puskás
ITALIA: Sentimenti IV, A. Giovannini, Cervato; Bortoletto, Grosso, Venturi;  Boniperti (46' Vivolo), C. Galli, Pandolfini, Amadei, Cervellati.
C.T. Piercarlo Beretta.
UNGHERIA: Grosics; Buzánszky, Lantos; Bozsik, Lóránt, Zakariás; Budai, Kocsis, Hidegkuti (46' Palotás),  Puskás, Czibor.
C.T. Gusztáv Sebes.
Arbitro:  William H. Evans.
Dopo la morte di Roccatelli nel 1951 i lavori furono affidati ad Annibale Vitellozzi che nel 1953 ultimò la struttura per un costo complessivo di circa 3,4 miliardi di lire.
Il nuovo stadio, completamente in cemento armato ricoperto in travertino, si presentava con due curve a emiciclo di circa 95 m di raggio separate da due tribune quasi rettilinee, lungo 319 m sull'asse maggiore e 189 su quello minore; il complesso misurava, dal piano di gioco fino alla sommità, meno di 18 m, ripartiti in 13 m sopra il piano stradale e 4,5 m interrati.
Tale soluzione faceva sì che lo stadio non sovrastasse il paesaggio circostante e si inserisse in maniera coerente e armonica nel resto del complesso.
L'impianto occupava un'area di circa 33500 m².
Furono costruite 10 entrate, tre per ogni curva e due per ogni tribuna; le gradinate erano scoperte fatta eccezione per una tettoia che copriva parte della tribuna sul lato di Monte Mario, alla sommità della quale fu realizzata una struttura metallica lunga 80 metri in cui furono ricavati 40 cubicoli in vetro e alluminio per i telecronisti.
Fu realizzata anche una tribuna stampa da 572 posti di cui 294 coperti, una sala stampa con 54 cabine telefoniche più sala telescrivente, telegrafo e apparecchiature per telefoto.
A bordo pista d'atletica, lunga 507 m, fu realizzato un fossato largo 2 m e profondo 1,90 m.

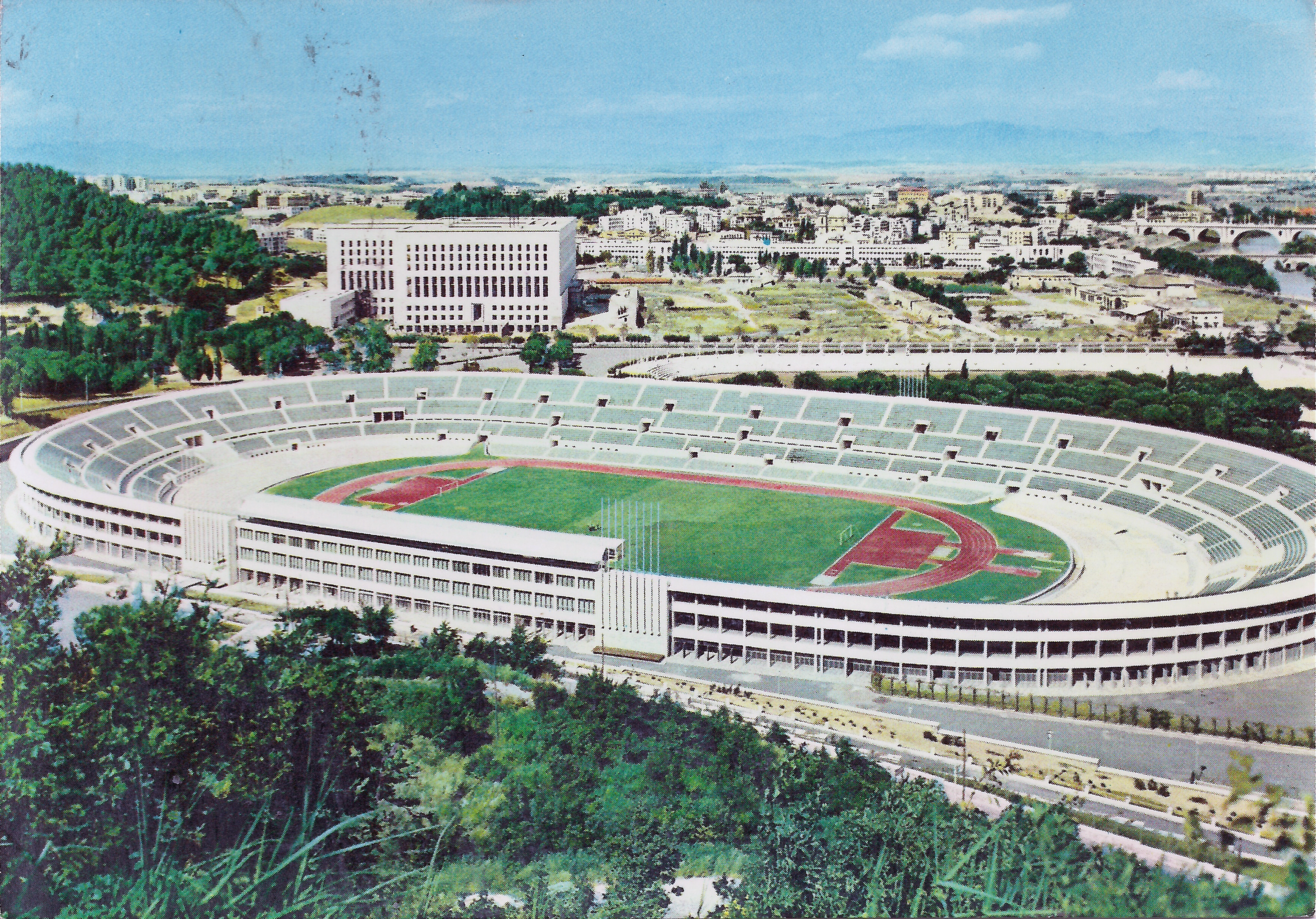
Lo Stadio Olimpico in una cartolina a colori del 1959

L'inaugurazione ufficiale del nuovo stadio così ricostruito, ribattezzato dei Centomila in ragione della capacità massima prevista, avvenne il 17 maggio 1953 alla presenza del capo dello Stato Luigi Einaudi; gli eventi sportivi in programma furono l'incontro di ritorno della Coppa Internazionale 1948-53 tra Italia e Ungheria e l'arrivo della sesta tappa del Giro d'Italia Napoli-Roma.
L'Ungheria vinse 3-0 con un goal di Nándor Hidegkuti, primo marcatore ufficiale nel nuovo impianto, e due di Ferenc Puskás; dopo la fine dell'incontro il pubblico assisté all'arrivo della tappa del Giro d'Italia in cui Giuseppe Minardi batté in volata i sei ciclisti in fuga con lui fino al traguardo.
La domenica successiva vi si tenne anche il primo incontro di club, la gara della 33ª giornata della serie A 1952-53 tra Lazio e Juventus vinta dai bianconeri 1-0 con un goal di Pasquale Vivolo, singolarmente presente anche nella partita di una settimana prima contro l'Ungheria come sostituto di Boniperti a inizio secondo tempo.
Nella giornata successiva di campionato, ultima per quella stagione, fu il turno della Roma a esordire nel nuovo stadio, con uno 0-0 contro la SPAL.
Da allora l'Olimpico è l'impianto interno dei due club della Capitale.
Nel 1954 l'Italia fu Paese organizzatore del quinto campionato europeo di rugby la cui finale si tenne proprio allo stadio dei Centomila: davanti a circa 25000 spettatori la Francia batté 39-12 gli Azzurri.

### I Giochi olimpici di Roma

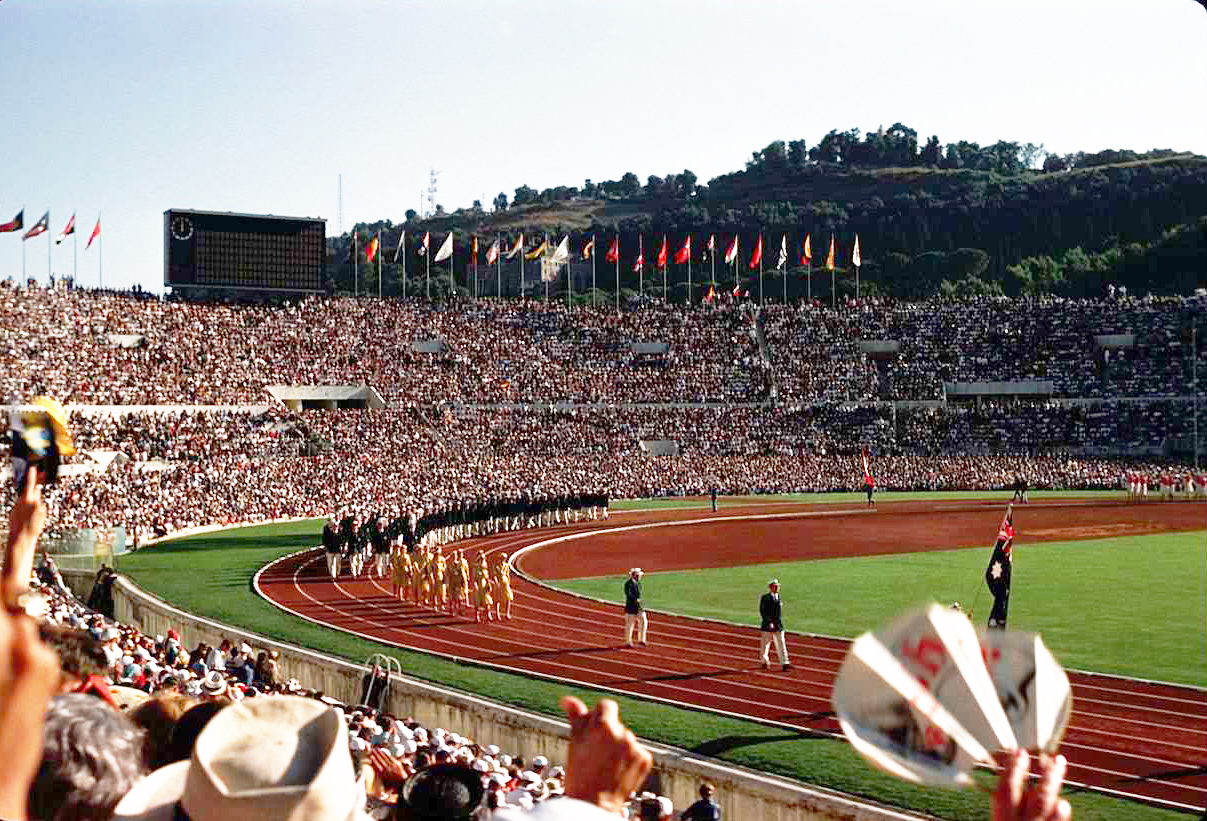
Una fase della cerimonia d'apertura dei Giochi olimpici del 1960

Nel 1955 il CIO assegnò a Roma i giochi olimpici del 1960; ciò comportò l'accelerazione della messa in cantiere di varie strutture ma per quanto riguardava lo stadio dei Centomila, cui ormai ci si riferiva sempre di più come «Olimpico», i lavori riguardarono solamente la modifica della tribuna stampa, la cui disponibilità fu alzata da 572 a 1126 posti, la messa in opera di un impianto per le gare in notturna da 250 lx consistente in proiettori montati su quattro tralicci ai vertici del campo e l'installazione alla sommità delle due curve di altrettante maxilavagne elettroniche analogiche, inaugurate il 18 ottobre 1959 in occasione di un derby calcistico vinto 3-0 dalla Roma.

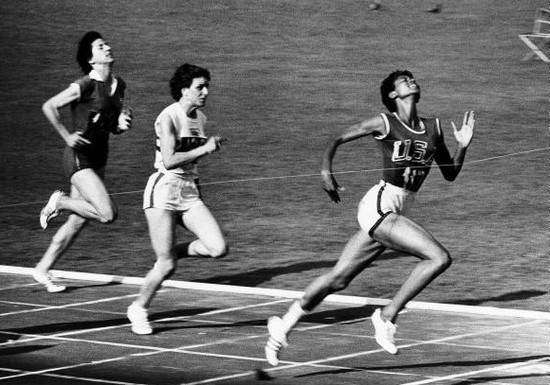
Wilma Rudolph vince i 100 m alle Olimpiadi; in terza posizione l'italiana Giusy Leone

Il 25 agosto 1960 lo stadio fu teatro della cerimonia d'apertura dei Giochi della XVII Olimpiade e, nei giorni successivi, fu testimone di diversi record d'atletica.
Sulla pista dell'Olimpico la statunitense Wilma Rudolph mise a segno addirittura tre primati, oltre ad altrettante vittorie: nella finale dei 100 metri si aggiudicò la prima delle sue medaglie d'oro con il tempo di 11" netti, che migliorava di 3 decimi il primato mondiale da lei stessa realizzato in semifinale ma che non fu omologato per vento favorevole; tre giorni più tardi incamerò il secondo oro olimpico vincendo la finale dei 200 m dopo aver realizzato, nelle batterie eliminatorie, il record olimpico della specialità con il tempo di 23"2.
Infine, il suo terzo oro coincise con il record mondiale della staffetta 4×100 con il tempo di 44"4, condiviso con le sue compagne di squadra Martha Hudson, Lucinda Williams e Barbara Jones.
Livio Berruti, inoltre, vinse la prima medaglia d'oro per la velocità italiana battendo anche il record mondiale dei 200 metri sia in semifinale che in finale con il tempo di 20"5; la sua connazionale Giusy Leone, terza nella gara dei 100 metri vinta da Wilma Rudolph, fu altresì la prima donna italiana a vincere una medaglia nello sprint.
Tra gli altri primati mondiali stabiliti all'Olimpico durante le prove d'atletica, figurano quello dello statunitense Otis Davis medaglia d'oro sui 400 m. con 44"9 e, nella stessa giornata di gare, dell'australiano Herb Elliott sui 1500 m., vincitore con 3'35"6; quello della squadra unificata tedesca maschile sui 4×100 (Bernd Cullmann, Armin Hary, Walter Mahlendorf e Martin Lauer) con 39"5, e quello della sovietica Ljudmila Ševcova, vincitrice in 2'04"3 sugli 800 m. sebbene, in tale circostanza, solo eguagliando il primato che già le apparteneva.
Nell'ultima giornata dei Giochi, all'Olimpico venne disputata anche la prova salto ostacoli a squadre di equitazione, vinta dalla Squadra Unificata Tedesca, prima di svolgervi la cerimonia di chiusura della manifestazione.

### I grandi appuntamenti post-olimpici

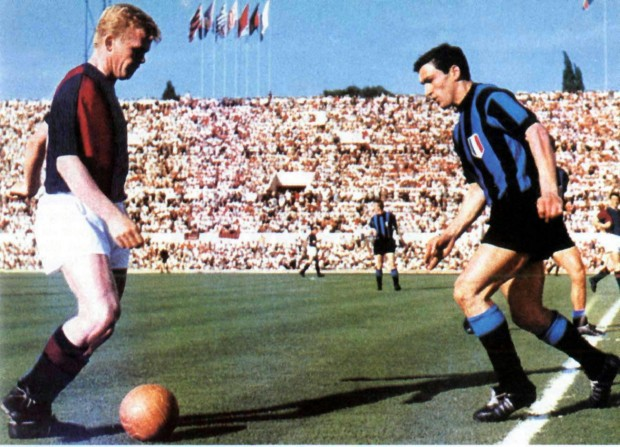
Helmut Haller (sx) e Tarcisio Burgnich durante lo spareggio – per lo scudetto 1963-64

Dopo i Giochi, la destinazione principale dello stadio fu calcistica, stante anche la circostanza che ormai da sette anni era la sede degli incontri interni di Lazio e Roma; nel 1964 fu scelto dalla Lega Nazionale Professionisti come sede del primo (e al 2024 unico) spareggio nella storia dei campionati di serie A a girone unico per l'assegnazione dello scudetto: Bologna e Inter erano, infatti, arrivati a pari punti in testa alla classifica al termine di un campionato pieno di vicissitudini, e all'epoca non esistevano discriminanti per favorire un club rispetto a un altro in caso di parità a parte l'incontro di spareggio, che si tenne come appendice di torneo il 7 giugno 1964.
La squadra felsinea si impose 2-0 sui milanesi con un'autorete di Giacinto Facchetti provocata da un tiro di Romano Fogli e un goal di Harald Nielsen, vincendo così il suo settimo scudetto.

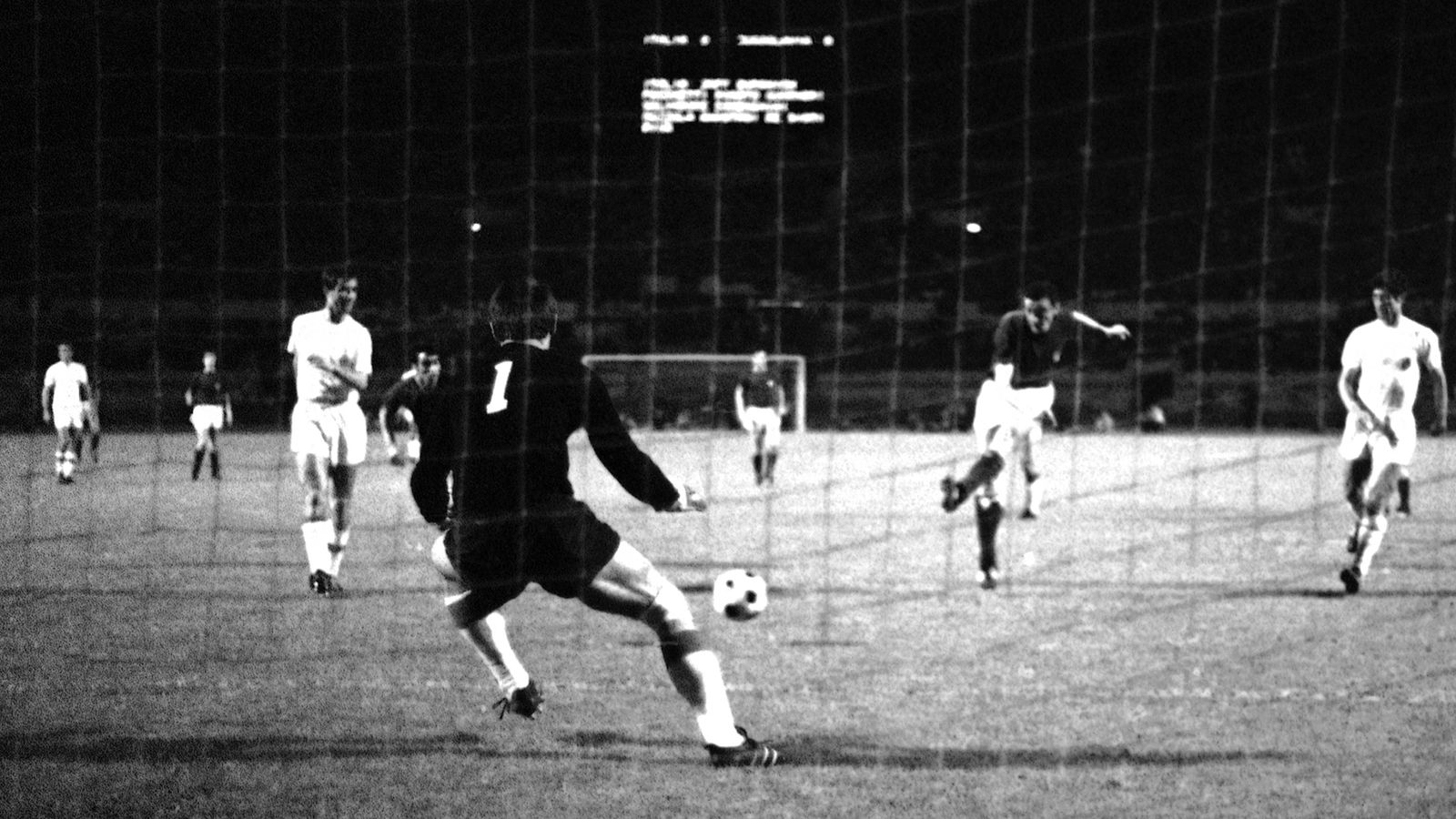
Riva batte lo jugoslavo Pantelić nella ripetizione della finale europea 1968

Nel 1960 l'UEFA aveva istituito il campionato europeo per nazioni, il Paese organizzatore della cui fase finale veniva all'epoca scelto tra uno degli ultimi quattro rimasti in gara; nelle prime due edizioni del torneo l'Italia non era mai andata oltre le fasi eliminatorie, ma nel 1968 giunse fino alla Final Four insieme a Inghilterra campione del mondo in carica, Jugoslavia finalista della passata edizione e Unione Sovietica campione europea uscente; fu proprio all'Italia che l'UEFA affidò l'organizzazione di semifinali e finale di torneo.
Mentre Firenze e Napoli ospitarono le semifinali, l'Olimpico fu destinato quale sede della gara che avrebbe designato il terzo campione d'Europa.
Alla gara decisiva per il titolo giunsero proprio gli Azzurri contrapposti alla Jugoslavia: l'incontro, tenutosi l'8 giugno 1968, terminò 1-1 con goal jugoslavo di Dragan Džajić pareggiato a dieci minuti dal termine da Angelo Domenghini e neppure i supplementari designarono un vincitore, rendendo necessaria la ripetizione 48 ore più tardi che fu appannaggio dell'Italia, vincitrice 2-0 con goal di Gigi Riva e Pietro Anastasi.

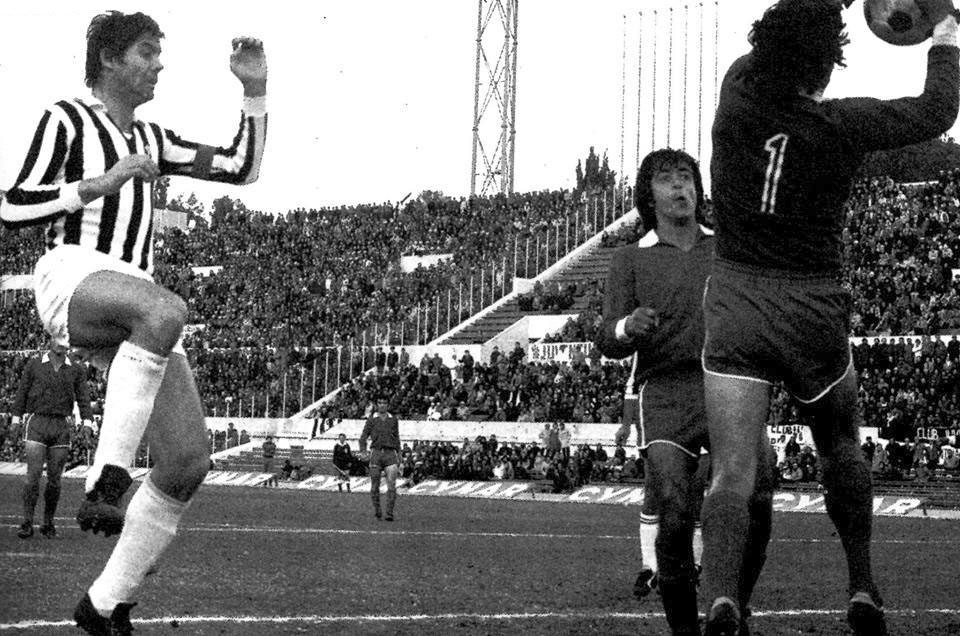
Il capitano della Salvadore contro l'

Nel 1973 la Juventus, finalista sconfitta della più recente edizione di Coppa dei Campioni, sostituì l'Ajax nella disputa della Coppa Intercontinentale contro gli argentini dell'Independiente causa rinuncia del club olandese a partecipare a tale competizione; fu deciso che, in deroga alla consuetudine della competizione che prevedeva la finale in doppia gara, la Coppa venisse assegnata al termine di una partita singola per la cui sede fu proposto lo stadio Olimpico dalla Federazione Italiana Giuoco Calcio.

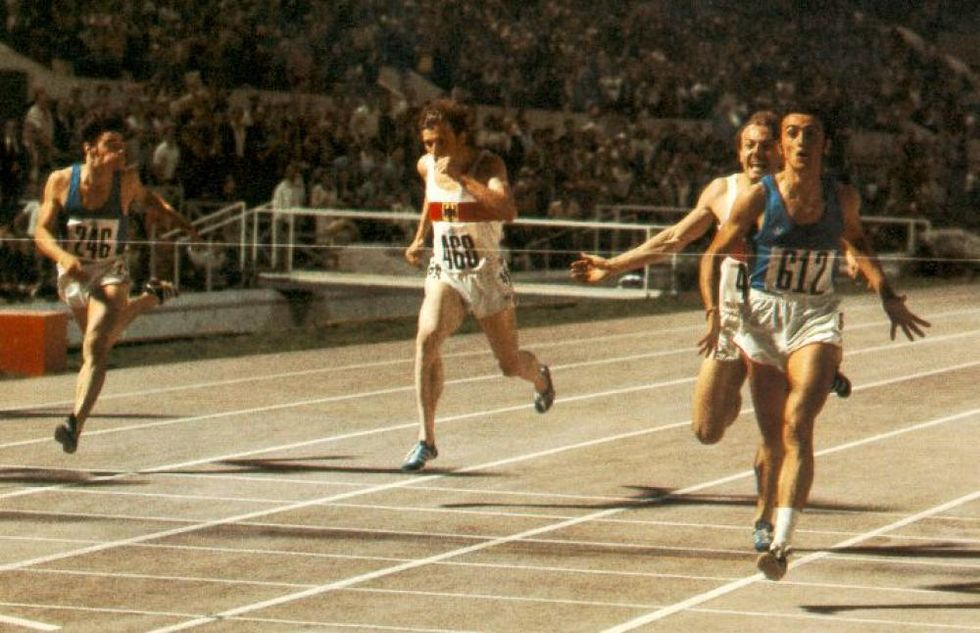
Mennea vince la finale dei 200 m agli europei 1974

La partita, cui assistettero solo 22000 spettatori, si tenne il 28 novembre successivo e vide la vittoria del club di Buenos Aires grazie a un goal nel finale di Ricardo Bochini.
L'anno successivo l'Olimpico fu sede dell'undicesima edizione degli europei d'atletica leggera, che videro le prime affermazioni di due giovani italiani destinati a diventare nomi di rilievo dello sport mondiale, Pietro Mennea – vincitore dei 200 metri con 20"60, e secondo nei 100 dietro Valerij Borzov e nella 4×100 insieme a Guerini, Oliosi e Benedetti – e Sara Simeoni, bronzo nel salto in alto con 1,89 m.
Altro appuntamento agonistico di rilievo fu altresì l'Universiade 1975, della quale Roma fu investita con procedura d'emergenza, avendo dovuto sopperire alla defezione della jugoslava Belgrado, impossibilitata a organizzare la competizione per sopravvenuti motivi economici.
Sulla pista dell'Olimpico fu di nuovo Mennea protagonista nella velocità maschile, vittorioso sia nei 100 che nei 200, mentre sulla distanza si distinse Franco Fava, oro nei 5000 e nei 10000 metri.

1977, il portiere del Ray Clemence mostra la Coppa dei Campioni al pubblico dell'Olimpico

La UEFA affidò a Roma la finale di Coppa dei Campioni 1976-77; a distanza di 4 anni dall'Intercontinentale fu la prima grande finale di club ospitata dall'Olimpico, che vide di fronte gli inglesi del Liverpool e i tedesco-occidentali del Borussia Mönchengladbach, entrambi alla ricerca del loro primo titolo di campione d'Europa.
La sera del 25 maggio 1977 la squadra d'Oltremanica guidata da Kevin Keegan vinse 3-1 con goal di Terry McDermott, Tommy Smith e Phil Neal contro il momentaneo pareggio tedesco di Allan Simonsen, divenendo così la seconda inglese e la terza britannica a laurearsi campione continentale.

Azione difensiva del tedesco Briegel durante la finale dell'europeo 1980 contro il

Dopo l'edizione 1976, L'UEFA rivoluzionò il campionato europeo e lo trasformò in un appuntamento fisso quadriennale con sette squadre qualificate ad affrontarsi in una fase finale presso un ottavo Paese ospite ammesso di diritto; la prima assegnataria di tale nuova formula fu l'Italia, incaricata a ottobre 1977 di organizzare il campionato del 1980.
Lo stadio Olimpico ospitò due partite della fase a gironi, quella d'esordio tra la Cecoslovacchia campione uscente e la Germania Ovest che vide i tedeschi vittoriosi per 1-0 con un goal di Rummenigge (preceduta da una cerimonia d'apertura durante cui si tenne un'esibizione di calcio fiorentino tra due squadre, una delle quali capitanata dall'arbitro internazionale Gino Menicucci) e quella della giornata successiva di gara, che vide di nuovo di scena la Cecoslovacchia vittoriosa 3-1 sulla Grecia (Panenka, Vizek e Nehoda contro il greco Anastopoulos).
Il 22 giugno 1980 l'Olimpico divenne il primo stadio a ospitare due finali del campionato europeo: ad affrontarsi nella gara per il titolo furono la Germania Ovest e il Belgio, vincitore del girone dove giocava l'Italia.
A laurearsi campione d'Europa fu la formazione tedesca che si impose con due goal di Horst Hrubesch, il primo dopo dieci minuti di gioco e il secondo quasi al fischio finale, quando già il rigore di René Vandereycken a un quarto d'ora dalla fine sembrava avere indirizzato la partita verso il pareggio e i tempi supplementari.

1984, l'ingresso in campo di e nella finale di Coppa dei Campioni

Gli anni ottanta, ultimo decennio dell'Olimpico nella sua livrea storica, videro lo stadio ospitare anche la Coppa del mondo di atletica leggera 1981, competizione per squadre continentali, e l'edizione 1987 dei campionati mondiali di atletica leggera che vide il nuovo record del mondo dei 100 metri dello statunitense Carl Lewis con 9"93 ma, soprattutto, quello dell'alto femminile della bulgara Stefka Kostadinova con 2,09 m, uno dei primati in assoluto più longevi dell'atletica leggera outdoor, superato solo nel 2024 da Jaroslava Mahučich.

Stefka Kostadinova salta ai mondiali d'atletica 1987

In mezzo a tali due appuntamenti figura la seconda finale di Coppa dei Campioni assegnata dall'UEFA alla Capitale, quella del 1983-84, particolarmente sentita dal pubblico cittadino perché in tale edizione della competizione figurava la Roma, campione d'Italia nella stagione precedente, che in tale stadio era squadra di casa.
Il club giallorosso, in effetti, riuscì a raggiungere la gara di finale, affiancato dal Liverpool, che in tale impianto aveva già vinto sette anni prima: la partita, in programma il 30 maggio 1984, richiese il ricorso ai calci di rigore per la prima volta nella storia della competizione dopo che i tempi regolamentari erano terminati 1-1 grazie ai goal di Phil Neal (già realizzatore nello stesso stadio nel 1977) e Roberto Pruzzo e i supplementari non avevano sortito effetto.
Davanti a più di 69000 spettatori, fu di nuovo il Liverpool ad assicurarsi la Coppa, la sua quarta, vincendo 4-2 lo spareggio ai tiri di rigore.
Una settimana prima della finale tra Liverpool e Roma il comitato esecutivo della FIFA in riunione a Zurigo aveva assegnato all'Italia l'organizzazione del mondiale di calcio 1990 e Roma fu, fin dalla presentazione della candidatura ufficiale, la città prescelta per ospitare la finale del torneo.

### La ristrutturazione per il mondiale di calcio 1990
Nel quinquennio che seguì l'affidamento del mondiale di calcio all'Italia il dibattito, soprattutto politico, sul se e come ristrutturare lo Stadio Olimpico, ampliare lo stadio Flaminio oppure costruire un nuovo impianto per la finale (in una zona originariamente individuata nel quadrante sudoccidentale di Roma tra EUR e Magliana) assunse toni molto accesi e portò anche a ricorsi presso sovrintendenza e Tribunale Amministrativo Regionale (TAR) che procurarono blocchi e rallentamenti dei lavori.
Il progetto-Flaminio non fu neppure preso in considerazione per assenza di spazio per l'ampliamento, mentre la soluzione-EUR fu scartata quasi subito per sostanziale impossibilità di realizzarla in tempi ragionevoli.
In aggiunta a ciò, voci autorevoli si levarono contro la costruzione di una mega-opera completamente slegata da qualsiasi concetto di compatibilità urbanistica: è il caso di Piero Ostilio Rossi, docente di architettura alla "Sapienza", che sottolineò come, al pari delle opere olimpiche del 1960, anche uno stadio in zona Eur avrebbe ulteriormente contribuito al blocco dello sviluppo urbanistico della Capitale verso est, dove erano previste opere da piano regolatore più coerenti con la crescita della città; Rossi denunciò anche la cultura dello «stato di necessità» in base alla quale le opere venivano imposte quando non c'era più tempo per impostare una discussione critica sulla loro compatibilità, utilità o fattibilità in altra veste o zona.

I lavori di ristrutturazione dello stadio a fine 1989; si noti il completamento di metà della struttura portante della copertura

Rimase in piedi quindi il progetto di ristrutturazione dell'Olimpico, affidato dal CONI agli architetti Vitellozzi (già autore della ricostruzione del 1953) e Clerici e agli ingegneri Teresi e Michetti, che prevedeva la realizzazione di un impianto capace di 85825 posti coperti a sedere ricavati da sopraelevazione di 6 metri delle tribune Tevere e Monte Mario e rifacimento delle curve; i tralicci luminosi sarebbero stati soppressi e l'illuminazione sarebbe stata integrata nel bordo della copertura.
Il costo previsto del lavoro si aggirava intorno ai 35-40 miliardi di lire.
Il CONI, gerente della struttura e committente dei lavori, incaricò il consorzio CO.GE.FAR. quale contraente generale, ma a novembre 1987 un ricorso congiunto al TAR del Lazio da parte di Italia Nostra, Legambiente e WWF Italia cambiò il corso dei lavori: le tre associazioni, infatti, denunciarono il danno ambientale e paesaggistico derivante dalla messa in opera dei piloni alti 40 m per sostenere la tensostruttura di copertura dello stadio; a gennaio 1988 il TAR accolse il ricorso e fermò il progetto.

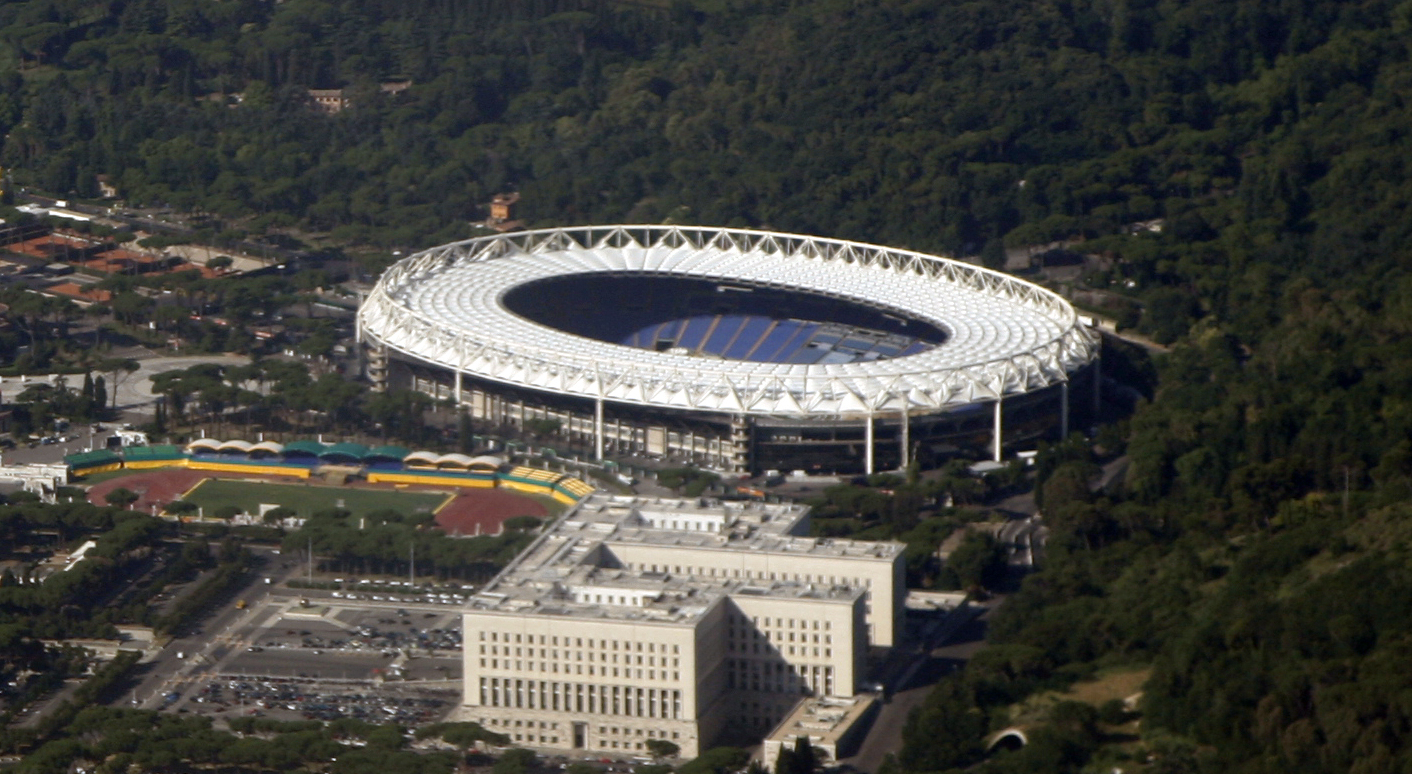
Vista aerea dello stadio Olimpico con la copertura. In primo piano il Palazzo della Farnesina, sede del ministero per gli affari esteri

Cautelativamente, per timore di altri ricorsi, il CONI bloccò qualsiasi lavoro, anche quelli non oggetto dell'ordinanza del TAR.
A frenare ulteriormente la ristrutturazione giunsero altre ordinanze di sequestro e fermo dei cantieri nella curva Sud, sospettati di non essere a norma sotto il profilo della sicurezza del lavoro.
Il Ministero per i beni culturali dispose la redazione di un altro progetto che tenesse conto delle tutele invocate dalle associazioni ambientaliste; fu deciso quindi di limitare l'altezza dei piloni e di integrarvi delle scale per la salita verso le gradinate più alte, e di fronte a tali modifiche le associazioni ambientaliste ritirarono il ricorso al TAR.
I lavori stavano procedendo per gradi onde non compromettere del tutto l'agibilità della struttura, utilizzata, se pure non a piena capacità, da Lazio e Roma; tuttavia, alla fine della stagione 1988-89, fu necessario avere l'impianto libero con relativa migrazione dei due club per un anno allo stadio Flaminio: l'ultimo incontro di entrambe le squadre nel vecchio impianto fu il derby di ritorno alla trentesima giornata di campionato: 41633 spettatori assistettero al pareggio per 0-0 tra le due squadre in un incontro, giudicato non memorabile sotto il profilo tecnico, in cui l'unico motivo di soddisfazione fu l'incasso, di circa 1,15 miliardi di lire.
L'impianto, omologato per 85000 posti, fu consegnato alla FIFA due settimane in ritardo sulla prevista data del 15 maggio 1990, ad appena dieci giorni dall'inizio del campionato mondiale.
A posteriori, ricostruendo tutte le voci di costo e di revisione prezzi che caratterizzarono le vicende dei lavori sull'impianto, la spesa totale per l'Olimpico fu quantificata in quasi 450 miliardi di lire , cifra su cui pesa – secondo i periti della corte d'Appello di Roma incaricati dai giudici di valutare presunte irregolarità nelle gare d'appalto per le ristrutturazioni – anche l'assegnazione dei lavori all'appaltatore che presentò il prezzo più alto con parametri qualitativi inferiori ai concorrenti.

### Italia '90 e il post-mondiale

Il capitano argentino Diego Maradona e quello tedesco Lothar Matthäus si scambiano saluti e gagliardetti prima della finale mondiale 1990

Nel corso del mondiale di calcio l'Olimpico ospitò sei incontri, nel dettaglio i tre incontri del gruppo A di cui faceva parte l'Italia, l'ottavo di finale riservato alla vincitrice del suddetto gruppo, il conseguente quarto di finale cui accedette la vincitrice del citato ottavo, e la finale (le semifinali si tennero a Torino e Napoli).
Gli incontri nella fase a gironi furono tre vittorie italiane, in sequenza contro Austria (1-0), Stati Uniti (1-0) e Cecoslovacchia (2-0).
A seguire, nell'ottavo ospitato dall'Olimpico l'Italia batté 2-0 l'Uruguay e nel successivo quarto ancora gli Azzurri vinsero 1-0 sull'Irlanda.
La finale, tenutasi l'8 luglio 1990 davanti a 73603 spettatori tra Germania Ovest e Argentina, fu vinta dai tedeschi con un rigore di Andy Brehme a 6' dalla fine.
Nella circostanza, l'Olimpico fu il primo stadio a registrare un'espulsione in una finale mondiale (precisamente due, nell'ordine gli argentini Pedro Monzón e Gustavo Dezotti) nonché appena il terzo a vedere assegnato un rigore e il secondo a vederlo trasformato, e sempre con la Germania Ovest quale una delle finaliste.
Al suo primo anno nel rinnovato Olimpico, la Roma raggiunse la finale di Coppa UEFA, che fu un derby italiano contro l'Inter: all'epoca tale competizione era l'unica in Europa la cui finale prevedesse lo svolgimento in doppia gara, e fu l'Olimpico a ospitare quella di ritorno, che vide la Roma vincere 1-0 davanti a 70900 spettatori, anche se il risultato non fu sufficiente a ribaltare il punteggio di 2-0 con cui gli avversari avevano vinto a Milano due settimane prima; singolarmente, nella partita dell'Olimpico figuravano cinque tedeschi che un anno prima, su quel terreno, avevano vinto il summenzionato campionato mondiale: il citato Brehme, Lothar Matthäus e Jürgen Klinsmann nelle file dell'Inter, Thomas Berthold e Rudi Völler in quelle della Roma.
A settembre 1995 l'Olimpico ospitò anche le cerimonie d'apertura e chiusura e le gare d'atletica della prima edizione dei Giochi mondiali militari, coincidenti con il cinquantesimo anniversario della fine della seconda guerra mondiale.

Massimo Cuttitta (al centro) nel test match contro il a novembre 1995

L'Olimpico, che in precedenza aveva visto solo due volte esibirsi la nazionale italiana di rugby (quella citata nel 1954 e, più recentemente, nel 1986 quando impose un pareggio 15-15 all'Inghilterra XV alla presenza di 40000 spettatori), fu scelto per ospitare il test match degli Azzurri contro il Sudafrica fresco vincitore della Coppa del Mondo 1995 in occasione della tappa italiana del suo tour europeo di novembre: lo stadio fu preferito al Flaminio, nei precedenti 35 anni utilizzato dalla nazionale quando impegnata a Roma, perché parte dell'incasso era associata a un'iniziativa benefica di finanziamento ad alcune associazioni per l'infanzia tra cui Telefono Azzurro.
I sudafricani, al loro primo impegno dopo la vittoria mondiale, si imposero 40-21 ma fino a un quarto d'ora dalla fine era l'Italia in vantaggio con il punteggio di 21-17; la partita fu giocata davanti a circa 40000 spettatori e i prezzi furono variabili tra le 5000 e le 30000 L. (~2,5 – 15 €).

I giocatori della festeggiano la Champions League vinta all'Olimpico nel 1996

Dopo Bari nel 1991, Roma fu scelta dall'UEFA come sede della finale di Champions League 1995-96, nome con cui dal 1993 era divenuta nota la vecchia Coppa dei Campioni.
Per la seconda volta fu di scena all'Olimpico un'italiana, la Juventus, contrapposta all'Ajax, club di Amsterdam; la partita fu vinta dai torinesi, che si laurearono per la seconda volta campioni d'Europa.
I supplementari terminarono in parità 1-1, così come dodici anni prima tra Roma e Liverpool: i marcatori nei tempi regolamentari furono Fabrizio Ravanelli per la Juventus e Jari Litmanen per l'Ajax; i tiri di rigore diedero la vittoria 4-2 ai bianconeri.
Con il nuovo millennio fu risolta anche la questione della proprietà dell'impianto: benché dal dopoguerra di fatto gerente della struttura insieme a tutto il complesso del Foro Italico nel quale ha la propria sede, il CONI non ne fu mai proprietario, in quanto, come detto, dopo la dismissione del Commissariato per la Gioventù Italiana nel 1976 parte dei suoi beni, tra cui il Foro Italico stesso, divennero demaniali: nel 2002 il Ministero dell'Economia istituì l'agenzia pubblica Coni Servizi spa per la gestione delle strutture sportive di proprietà degli enti dello Stato.
Con proprio decreto del 3 febbraio 2004, infine, il Ministero trasferì a Coni Servizi la proprietà del Foro Italico, ivi quindi compreso anche lo stadio Olimpico.
Con un decreto del 2019 Coni Servizi è stato successivamente rinominato in Sport e Salute, attuale proprietario della struttura.

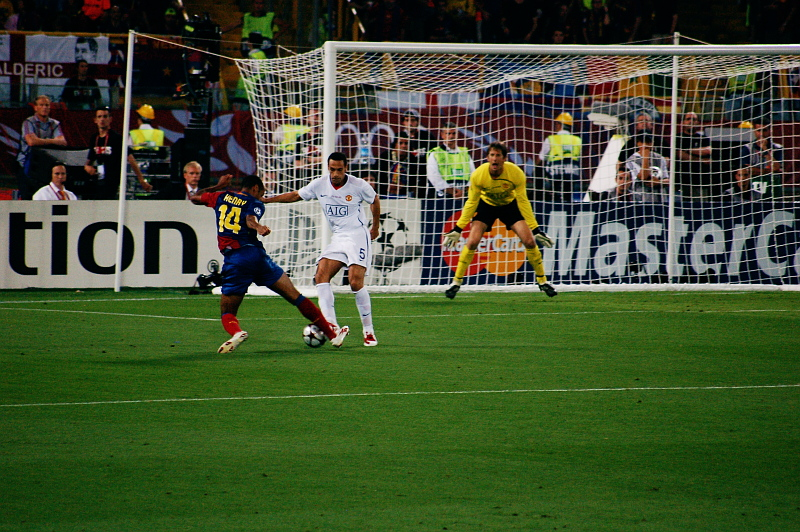
Finale 2009 di Champions League: Henry del Barcellona (di spalle) tenta di eludere la guardia dell'inglese Rio Ferdinand mentre il portiere Edwin van der Sar osserva

A ottobre 2006 l'UEFA affidò per la quarta volta a Roma la finale di Champions League; l'assegnazione giunse con tre anni di preavviso, in quanto fu relativa all'organizzazione della finale dell'edizione 2008-09.
La circostanza accelerò i lavori di manutenzione e ristrutturazione che il CONI aveva già intenzione di operare sull'impianto.
La conformazione generale dello stadio non fu modificata, ma fu necessario procedere a lavori di ristrutturazione della sala autorità della tribuna Monte Mario, rifacimento delle sedute (allargamento a 48 cm dei seggiolini di curve e distinti, a 50 cm di quelli della tribuna Tevere e a 54 cm della tribuna d'onore e autorità nella Monte Mario, con riduzione di circa 5000 posti complessivi); realizzazione di 101 nuove sedute e installazione di 225 monitor in tribuna stampa; approntamento di aree VIP da 10-12 posti ciascuno in tribuna Monte Mario; rifacimento delle aree hospitality; realizzazione di un'area stampa da 600 m² e varie pertinenze a servizio di essa; raddoppio dell'ampiezza degli spogliatoi e costruzione di un terzo destinato esclusivamente al club ospite, mentre i primi due sono assegnati uno ciascuno a Lazio e Roma.
A livello estetico inoltre furono sostituiti i tabelloni elettronici sotto la tettoia delle curve con due modelli digitali ad alta definizione, furono arretrate le panchine e rimosse parzialmente le barriere in plexiglas tra spalti e terreno di gioco.
Con il ritorno alla finale unica quale mezzo d'assegnazione della Coppa Italia, lo stadio Olimpico fu designato per ospitarne la prima nel 2008; da allora, tranne un'eccezione nel 2020 a causa della pandemia di COVID-19, l'ultimo atto della competizione si tiene sempre in tale impianto.
La finale di Champions League si tenne il 27 maggio 2009 tra Barcellona e Manchester Utd alla presenza di 62467 spettatori, e a laurearsi campione d'Europa fu la compagine spagnola che si impose 2-0 con reti di Eto'o e Messi.

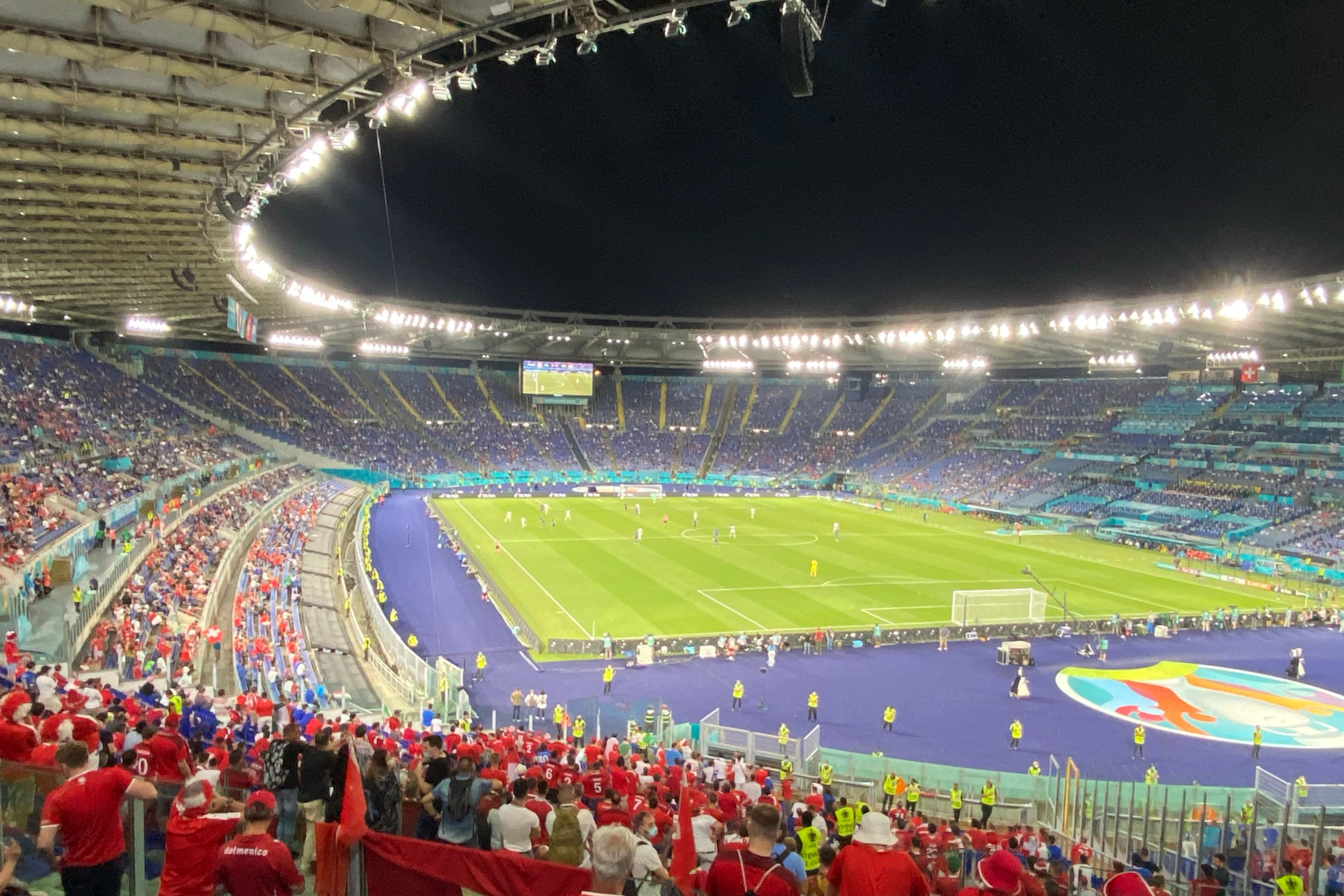
L'Olimpico a giugno 2021 durante – dell'europeo di calcio 2020

Nel 2018, per celebrare il 60º anniversario del campionato europeo di calcio, l'UEFA ne istituì la sedicesima edizione – la cui fase finale era in programma per il 2020 – senza una federazione organizzatrice, bensì distribuendone gli incontri tra 11 Paesi; a Roma furono assegnate le partite di un girone, tra cui quella inaugurale del torneo, e la disputa di un quarto di finale.
Il torneo fu rinviato di un anno a causa della pandemia di COVID-19 che stravolse tutti i calendari sportivi; l'11 giugno 2021 l'Olimpico ospitò la cerimonia d'apertura del campionato europeo e, a seguire, la prima delle tre partite che l'Italia disputò nel proprio girone, una vittoria 3-0 sulla Turchia davanti a un pubblico ridotto, per motivi di sicurezza sanitaria, a circa 16000 spettatori; gli altri due incontri videro gli Azzurri battere di nuovo 3-0 la Svizzera e 1-0 il Galles.
L'ultimo incontro ospitato dall'Olimpico nel torneo fu uno dei quarti di finale, quello che vide contrapposte Inghilterra e Ucraina: i bianchi britannici vinsero 4-0 con Henderson, Maguire e doppietta di Kane.

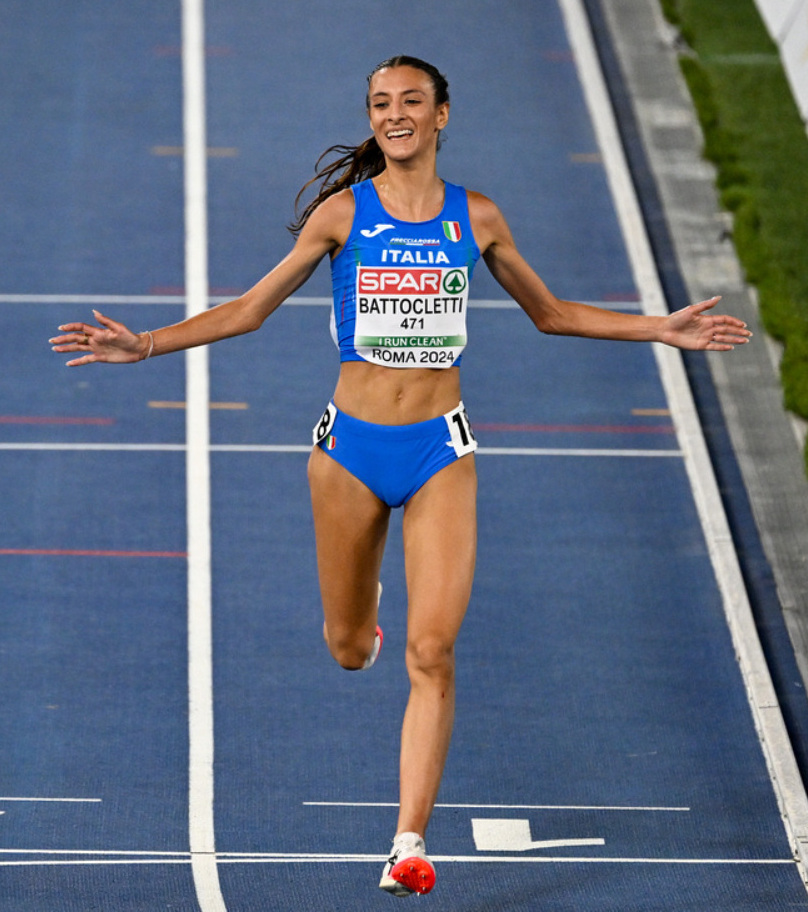
Nadia Battocletti taglia da vincitrice il traguardo dei ai campionati europei 2024

Il 22 marzo 2023, in occasione del quarto di finale della Women's Champions League tra Roma e Barcellona, l'Olimpico ha registrato il nuovo record italiano d'affluenza a un incontro di calcio femminile, 39454 spettatori.
A giugno 2024 la nazionale A italiana ha disputato 52 incontri nello stadio Olimpico, il più recente dei quali è il pareggio 1-1 con la Svizzera valido per le qualificazioni europee al mondiale di calcio 2022 e tenutosi il 12 novembre 2021.
Ad agosto 2022 European Athletics designò Roma quale città organizzatrice della 26ª edizione degli europei d'atletica.
Benché nel corso della manifestazione, tenutasi dal 7 al 12 giugno 2024, non siano stati registrati record mondiali o continentali, tale edizione dei campionati ha visto l'Italia dominare nettamente il medagliere con 11 ori, 9 argenti e 4 bronzi, miglior risultato europeo di sempre della squadra azzurra d'atletica.
Tra i risultati di rilievo conseguiti dagli italiani all'Olimpico figurano i due ori nei 5000 e nei 10000 m di Nadia Battocletti; l'oro individuale nei 100 m di Marcell Jacobs (davanti al connazionale Chituru Ali, argento) e quello a squadre dello stesso atleta nella staffetta insieme a Matteo Melluzzo, Lorenzo Patta e Filippo Tortu; l'oro del velocista di casa Lorenzo Simonelli nei 110 ostacoli e quello dell'altista Gianmarco Tamberi.
Rilevanti anche le medaglie d'oro nel peso di Leonardo Fabbri e nel martello di Sara Fantini, contrapposta alla polacca Anita Włodarczyk, primatista mondiale della specialità e tre volte campionessa olimpica.

## Descrizione della struttura
Lo stadio attuale è frutto di una ricostruzione quasi totale a seguito della demolizione del 1989 che non lasciò praticamente nulla in piedi dell'impianto costruito nel 1953: l'unica struttura sopravvissuta alla demolizione è una parte della facciata esterna della tribuna Tevere.
Le due curve furono avvicinate di 9 m al campo di gioco, la tribuna Monte Mario fu ampliata e inglobò il centro stampa costruito in occasione dei mondiali d'atletica del 1987 e che nel progetto originario doveva essere conservata.
Il sostegno della copertura si compone di un anello esterno costituito da una trave reticolare a profilo triangolare che corre lungo tutto il perimetro superiore dello stadio a un'altezza di 29 m dal piano stradale e poggia su 16 piloni, dei quali 12 d'acciaio e 4, quelli che contengono le scale montanti, in cemento armato; un anello interno composto da 12 funi d'acciaio del diametro di 87 mm; una tensostruttura radiale composta da 78 coppie di funi d'acciaio, delle quali le superiori fungono da portante e le inferiori da stabilizzanti per uno sbalzo complessivo di 45 m.
A tali funi sono sospese delle opere metalliche che fungono da supporto della copertura vera e propria, realizzata in teflon (politetrafluoroetilene) e fibra di vetro.
L'expertise per la copertura, che da sola costò circa 160 miliardi di lire, fu fornito dallo studio d'ingegneria Majowecki di Bologna.
Fatti salvi i perimetri esterni del fabbricato, rimasti invariati, all'interno l'Olimpico, interamente a gradinata unica, è suddiviso in tre classi di settori, ovvero le Tribune (Tevere e Monte Mario), le Curve (Nord e Sud) e i Distinti (situati tra curve e tribune, rispettivamente Nord lato Tevere, Nord lato Monte Mario, Sud lato Tevere e Sud lato Monte Mario).
Agli spalti si accede attraverso 33 entrate (due per ogni settore distinti, quattro per ogni curva, sette per la Tribuna Tevere e dieci per la Tribuna Monte Mario); inoltre, i citati quattro pilastri di cemento armato permettono di accedere al livello più alto degli spalti, più precisamente ai Distinti Nord e Sud lato Tevere quelli sul lato orientale dello stadio, e Monte Mario quelli sul lato opposto.
A seguito dei lavori di ristrutturazione del 2008, la capacità omologata dell'Olimpico si è ridotta a 70634 posti, la seconda maggiore d'Italia dopo quella del "Meazza" di Milano.

## Appuntamenti sportivi periodici

### Golden Gala

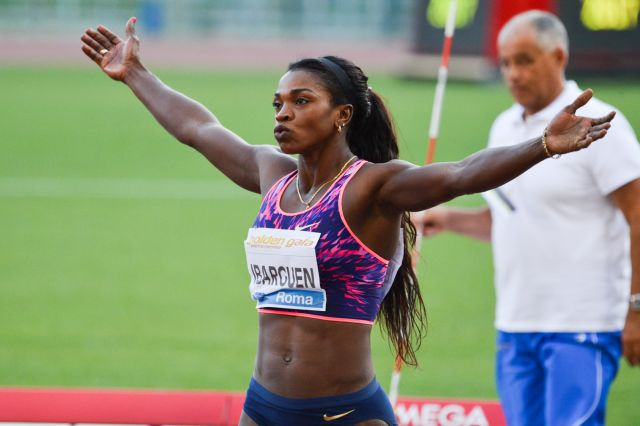
L'atleta colombiana Caterine Ibargüen al Golden Gala 2017

Nel 1980 l'allora presidente della FIDAL Primo Nebiolo annunciò l'istituzione di una riunione periodica d'atletica da tenersi allo stadio Olimpico, il Golden Gala; la presentazione dell'iniziativa giungeva in un periodo in cui molti comitati olimpici discutevano se assecondare o meno il boicottaggio olimpico statunitense ai giochi sovietici di Mosca di quell'anno a seguito della guerra in Afghanistan, e quindi Nebiolo ebbe cura di precisare che il Golden Gala non nasceva come «Olimpiade alternativa» benché vedesse in pista i migliori atleti di entrambi i blocchi geopolitici di cui si componeva all'epoca il mondo.
La prima edizione si tenne il 5 agosto 1980, subito dopo la fine delle olimpiadi di Mosca, e vide di scena anche atleti italiani impossibilitati a partecipare ai Giochi sovietici per via del loro status di militare, come per esempio il finanziere Mariano Scartezzini, che sulla pista dell'Olimpico vinse i 3000 metri siepi con record nazionale; alla manifestazione assisterono 74000 spettatori, di cui 54000 paganti: la differenza tra le due cifre si spiega con il fatto che a metà serata fu deciso di aprire gli ingressi delle curve e lasciare entrare gli spettatori che chiedevano di assistere all'evento.
Dopo la Coppa del Mondo 1981 all'Olimpico il Golden Gala tornò nel 1982, e da allora è un appuntamento fisso nello stadio romano, mancato solamente nel periodo in cui vi fu la ristrutturazione per i mondiali di calcio del 1990; dal 2013 è intitolato a Pietro Mennea, scomparso il 21 marzo di quell'anno.
Oltre a essere un appuntamento fisso dell'atletica leggera in Italia, il Golden Gala è dal 2010 la tappa romana della Diamond League, tour mondiale di atletica organizzato da World Athletics.

### Sei Nazioni e l'uso come stadio per il rugby

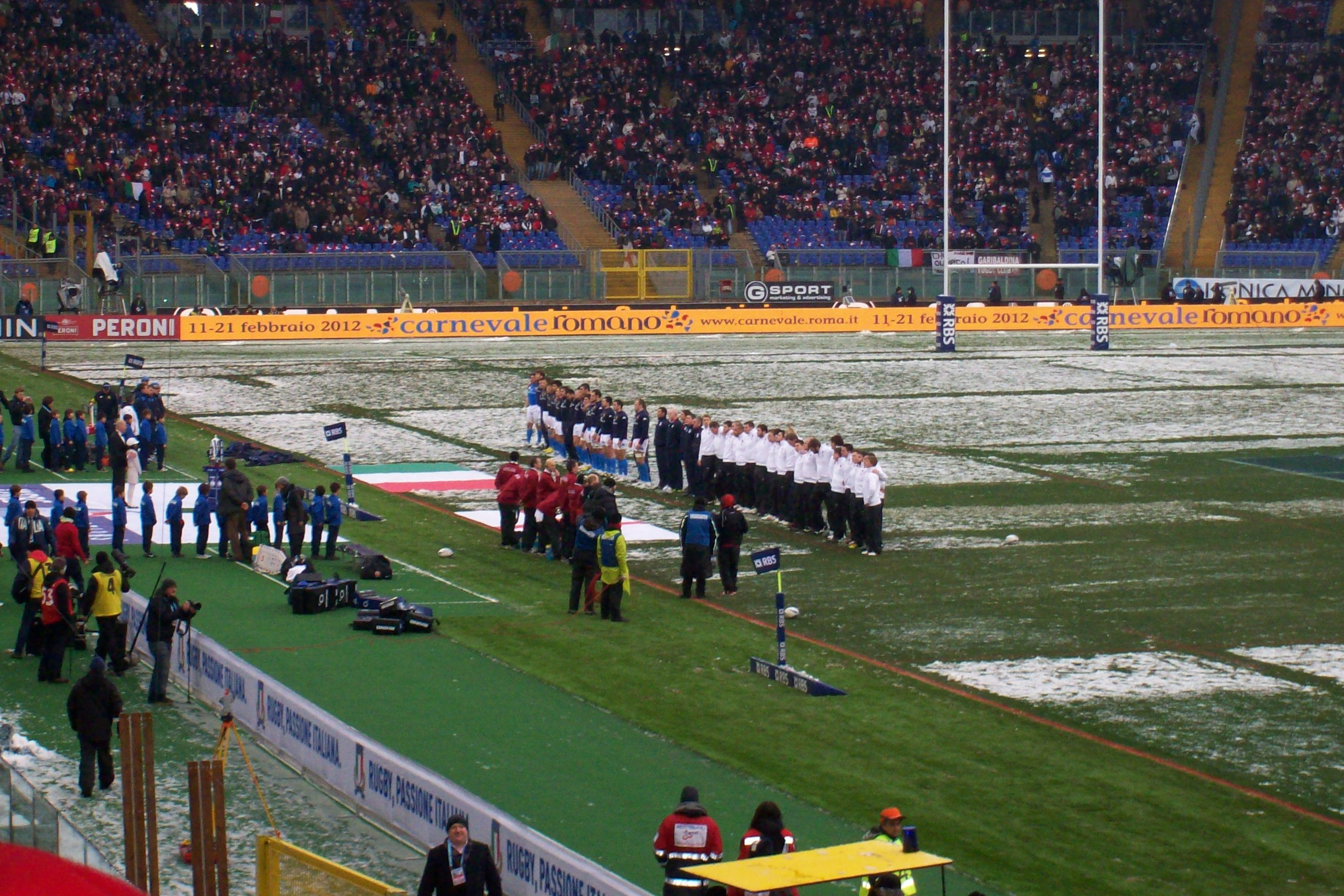
Terreno quasi congelato per l'esordio azzurro contro l'Inghilterra nel Sei Nazioni all'Olimpico,

Per le prime 12 edizioni dall'ingresso nel Sei Nazioni, la nazionale italiana di rugby aveva sempre disputato gli incontri interni di tale torneo presso lo stadio Flaminio, impianto di proprietà di Roma Capitale che si trova poco distante dall'Olimpico sulla sponda opposta del Tevere; tuttavia la capienza di 24000 spettatori era insufficiente e si profilò la necessità di ampliare lo stadio per dotarlo di una capacità di almeno 40000 spettatori, adeguamento sollecitato anche dal comitato organizzatore del torneo: per tale ragione, nelle more della ristrutturazione del Flaminio, a partire dal Sei Nazioni 2012 la Federazione Italiana Rugby (FIR) e il CONI decisero di trasferire la nazionale allo stadio Olimpico, scelta in seguito divenuta definitiva stante il ritardo nei lavori di ristrutturazione, la decisione della FIR di rimettere il mandato di gestione del Flaminio e la presa in carico dello stesso da parte della FIGC.
Il primo incontro dell'Italia all'Olimpico nel Sei Nazioni avvenne l'11 febbraio 2012 in un sabato insolitamente ghiacciato per via di una nevicata abbattutasi su Roma in quel fine settimana; l'ospite di turno fu l'Inghilterra che vinse 19-15.
Sono complessivamente 44 gli incontri della nazionale maggiore disputati all'Olimpico tra il 1954 e il Sei Nazioni 2025: oltre ai 35 delle 14 edizioni del Sei Nazioni, figurano 4 incontri prima dell'ingresso dell'Italia nella competizione e cinque test match dopo il 2012; a parte le avversarie del Sei Nazioni, la più assidua frequentatrice dell'Olimpico è la Nuova Zelanda, ospite quattro volte nel corso dei suoi tour di fine anno.

## Affluenze medie

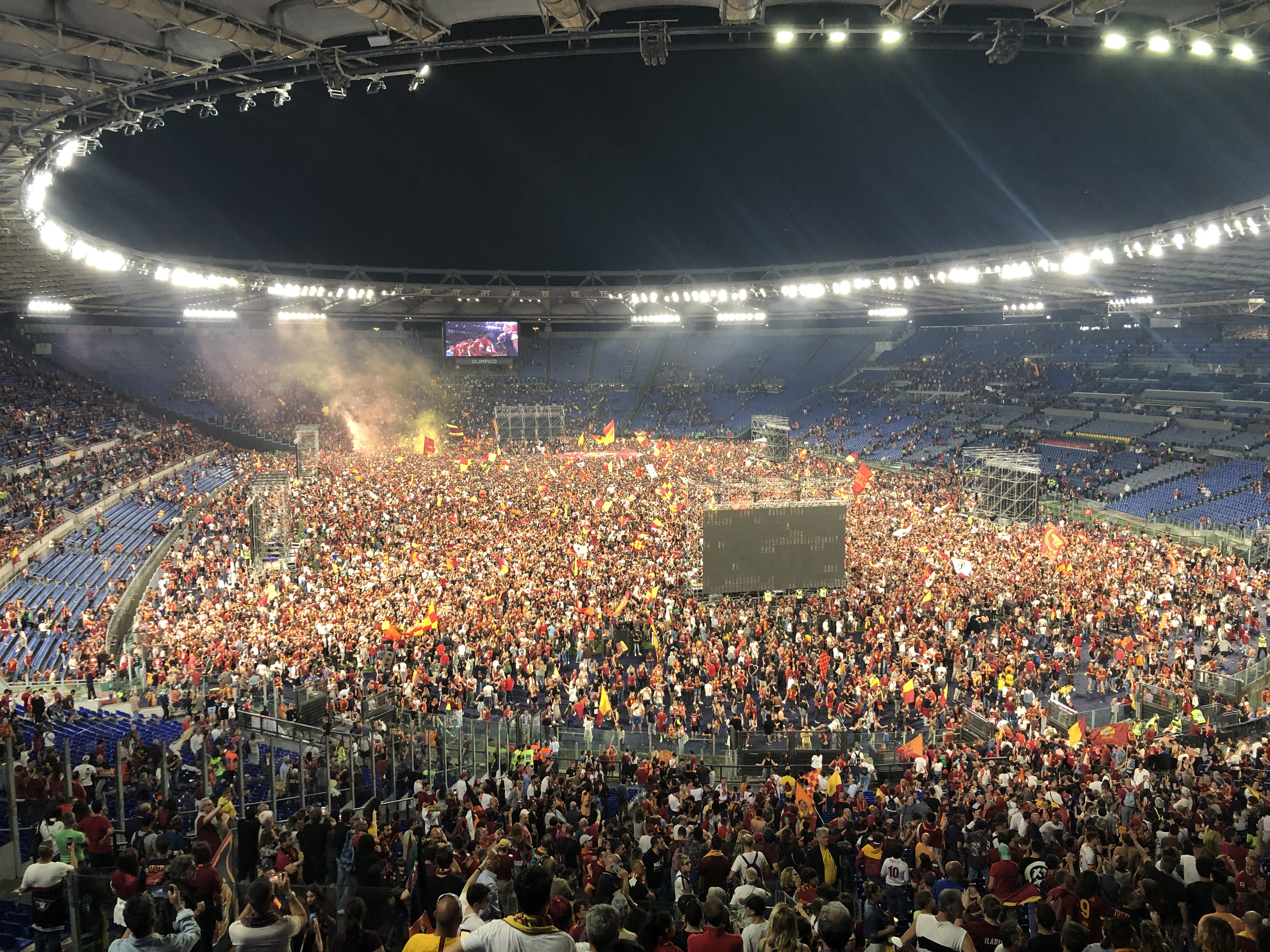
Tifosi della Roma festeggiano la vittoria in finale di Conference League 2022 trasmessa sui maxischermi dell'Olimpico

La sottostante tabella riporta le affluenze medie di campionato di Lazio e Roma a partire dalla stagione 1953-54, la prima disputata interamente nello stadio Olimpico da entrambi i club.
La massima affluenza all'Olimpico per un evento sportivo risale al 12 maggio 1974 in occasione della 29ª giornata del campionato di serie A 1973-74 tra Lazio e Foggia; quel giorno furono ufficialmente registrati 78886 spettatori paganti.
Esso fu l'incontro che, a seguito della vittoria della squadra di casa per 1-0, le assicurò la conquista del suo primo scudetto con una gara d'anticipo rispetto al termine del campionato.
Gli abbonati della Lazio per quella stagione erano 18392, cui si aggiunsero 60494 paganti per il totale citato record di 78886.
| Stagione | A.S. Roma | S.S. Lazio |
| -------- | --------- | ---------- |
| 1953–54  | 41992     | 27457      |
| 1954–55  | 38135     | 26434      |
| 1955–56  | 32377     | 25141      |
| 1956–57  | 32460     | 24952      |
| 1957–58  | 31984     | 25720      |
| 1958–59  | 27205     | 21267      |
| 1959-60  | 27706     | 12296      |
| 1960-61  | 39990     | 20444      |
| 1961–62  | 30176     | 20730      |
| 1961–62  | 30176     | 20730      |
| 1962–63  | 37248     | 17523      |
| 1963–64  | 31269     | 24979      |
| 1964–65  | 30176     | 20730      |
| 1965–66  | 28897     | 21486      |
| 1966–67  | 35375     | 21680      |
| 1967–68  | 35902     | 15586      |
| 1968–69  | 46323     | 21935      |
| 1969–70  | 50625     | 34883      |
| 1970–71  | 45551     | 37979      |
| 1971–72  | 47990     | 26132      |

| Stagione | A.S. Roma | S.S. Lazio |
| -------- | --------- | ---------- |
| 1972–73  | 44310     | 45591      |
| 1973–74  | 47597     | 49833      |
| 1974–75  | 53935     | 44846      |
| 1975–76  | 44607     | 40859      |
| 1976–77  | 36899     | 37920      |
| 1977–78  | 40956     | 38786      |
| 1978–79  | 48768     | 41059      |
| 1979–80  | 44589     | 31560      |
| 1980–81  | 51103     | 24148      |
| 1981–82  | 45289     | 21634      |
| 1982–83  | 54510     | 34234      |
| 1983–84  | 52793     | 46908      |
| 1984–85  | 51421     | 38544      |
| 1985–86  | 50151     | 25872      |
| 1986–87  | 49138     | 30945      |
| 1987–88  | 42755     | 29790      |
| 1988–89  | 34913     | 32125      |
| 1989–90  | N/A       | N/A        |
| 1990–91  | 43570     | 36371      |
| 1991–92  | 51609     | 39499      |

| Stagione  | A.S. Roma | S.S. Lazio |
| --------- | --------- | ---------- |
| 1992–93   | 50306     | 49105      |
| 1993–94   | 52615     | 50149      |
| 1994–95   | 56356     | 48715      |
| 1995–96   | 53146     | 46326      |
| 1996–97   | 50557     | 38699      |
| 1997–98   | 52813     | 46058      |
| 1998–99   | 54309     | 53184      |
| 1999–2000 | 58915     | 51956      |
| 2000–01   | 63370     | 48498      |
| 2001–02   | 59402     | 42684      |
| 2002–03   | 57160     | 44129      |
| 2003–04   | 55413     | 49341      |
| 2004–05   | 49631     | 37516      |
| 2005–06   | 39726     | 27872      |
| 2006–07   | 38689     | 25048      |
| 2007–08   | 35982     | 21607      |
| 2008–09   | 39396     | 34626      |
| 2009–10   | 40925     | 36154      |
| 2010–11   | 33952     | 29122      |
| 2011–12   | 36219     | 32410      |

| Stagione | A.S. Roma | S.S. Lazio |
| -------- | --------- | ---------- |
| 2012–13  | 40179     | 31992      |
| 2013–14  | 40436     | 31905      |
| 2014–15  | 40135     | 34949      |
| 2015–16  | 35182     | 21025      |
| 2016–17  | 32638     | 20453      |
| 2017–18  | 37450     | 30990      |
| 2018–19  | 38622     | 37191      |
| 2019–20  | 39397     | 42393      |
| 2020-21  | 0         | 0          |
| 2021-22  | 41911     | 24110      |
| 2022-23  | 62043     | 45641      |
| 2023-24  | 62970     | 44853      |
| 2024-25  | 62435     | 44724      |

## Cronaca nera

### Morte di Vincenzo Paparelli

Il giaccone di Vincenzo Paparelli nella curva Nord dell'Olimpico

Il 28 ottobre 1979, circa un'ora prima dell'inizio del derby d'andata di campionato, Vincenzo Paparelli, meccanico trentatreenne occupante un posto nel settore centrale della Curva Nord normalmente riservato ai sostenitori della Lazio, fu colpito al volto da un missile artigianale lanciato dalla curva opposta, storicamente sede dei tifosi della Roma; nonostante il soccorso rapido, Paparelli giunse privo di vita all'ospedale Santo Spirito, il più vicino allo stadio.
I responsabili furono quasi subito identificati in Giovanni Fiorillo, un diciottenne abitante in zona Esquilino, e Marco Angelini – entrambi ultras del club giallorosso – in concorso con altri, cui il magistrato inquirente contestò in contumacia, in quanto al momento irreperibili, l'accusa di omicidio volontario; il gruppo aveva acquistato i razzi presso un negoziante di articoli di caccia e pesca di Testaccio – a sua volta incriminato per possesso e vendita illegale di esplosivi – e si era dotato di una pistola lanciarazzi antigrandine con la quale Fiorillo sparò il proiettile che provocò la morte di Paparelli.
Dopo 15 mesi di latitanza in Svizzera, Fiorillo si costituì nel gennaio 1981 per rispondere dell'accusa nel frattempo riformulata in omicidio preterintenzionale.
La vicenda processuale si concluse a maggio 1987 con la sentenza della Cassazione che irrogava una pena di sei anni e dieci mesi a Fiorillo e quattro anni e sei mesi ad Angelini.
Fiorillo morì a 33 anni nel 1993 per cause rimaste ignote.
La morte di Vincenzo Paparelli, vista la relativa facilità con cui armi improprie avevano superato la sorveglianza all'ingresso dello stadio, diede avvio a una discussione in sede sia legislativa al fine di aumentare la sicurezza negli impianti sportivi durante i grandi eventi di massa, sia di tipo culturale su come fronteggiare i fenomeni di violenza che iniziavano a serpeggiare tra le frange più estremiste del tifo.

### Fallito attentato dinamitardo
Il 23 gennaio 1994 lo stadio Olimpico fu l'obiettivo di un attentato che si inquadrava nella strategia intimidatoria messa in atto dalla mafia con gli episodi eversivi del 1992-93 contro magistrati, giornalisti e strutture architettoniche per costringere lo Stato a negoziare condizioni di favore per i propri esponenti detenuti in carcere: quel giorno, una Lancia Thema piena di dinamite e parcheggiata lungo viale dei Gladiatori avrebbe dovuto esplodere in prossimità di alcuni furgoni dei carabinieri in servizio d'ordine per l'incontro di calcio tra Roma e Udinese.
Un difetto del telecomando che avrebbe dovuto innescare il detonatore dell'autobomba impedì l'esplosione e pertanto gli attentatori decisero di rimuovere l'auto e bonificarla per poi rottamarla.
La vicenda del fallito attentato emerse negli anni successivi a seguito delle dichiarazioni di alcuni pentiti di mafia, che fornirono agli inquirenti informazioni utili a identificare e processare i responsabili.

## Concerti

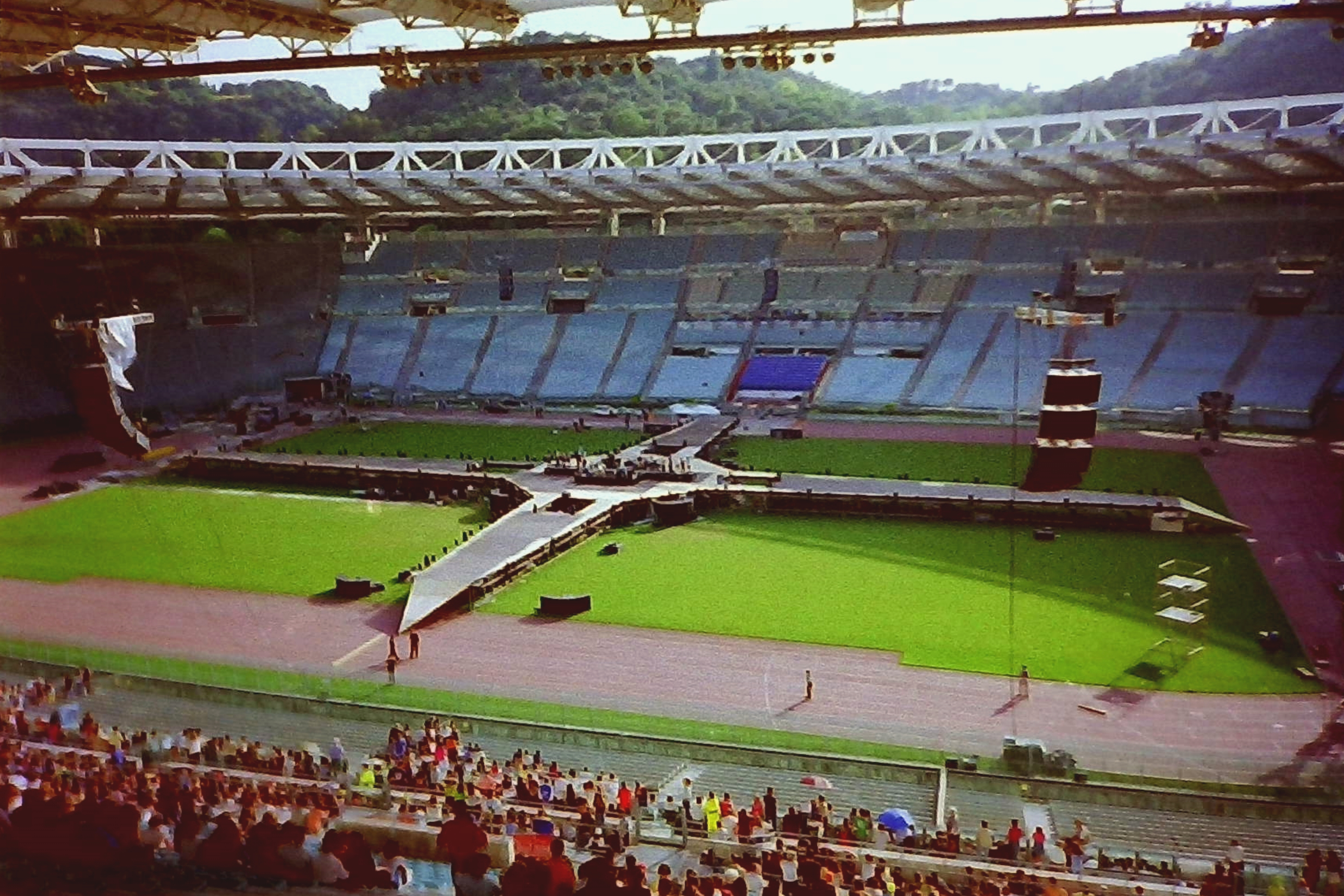
Il palco al centro del campo utilizzato da Claudio Baglioni nel corso del suo tour Da me a te del 1998

Dopo la ricostruzione del 1990 e l'installazione della copertura in teflon, lo stadio Olimpico divenne anche luogo idoneo per concerti; i primi artisti in assoluto a esibirsi in tale struttura, in occasione di un evento congiunto a luglio 1991, furono Miles Davis e Pat Metheny su un palco costruito davanti alla curva Sud, per un'affluenza di circa ventimila spettatori.
Il primo italiano fu invece Zucchero nel giugno 1993, nel corso del suo tour l'Urlo, con 10000 spettatori.
Da primato il concerto di Claudio Baglioni tenutosi il 6 giugno 1998, una delle due tappe romane del tour Da me a te: per la serata all'Olimpico furono venduti 82000 biglietti, maggior affluenza di sempre in Italia, cui si aggiunsero altri 8000 spettatori omaggio per un totale di circa 90000 presenze.

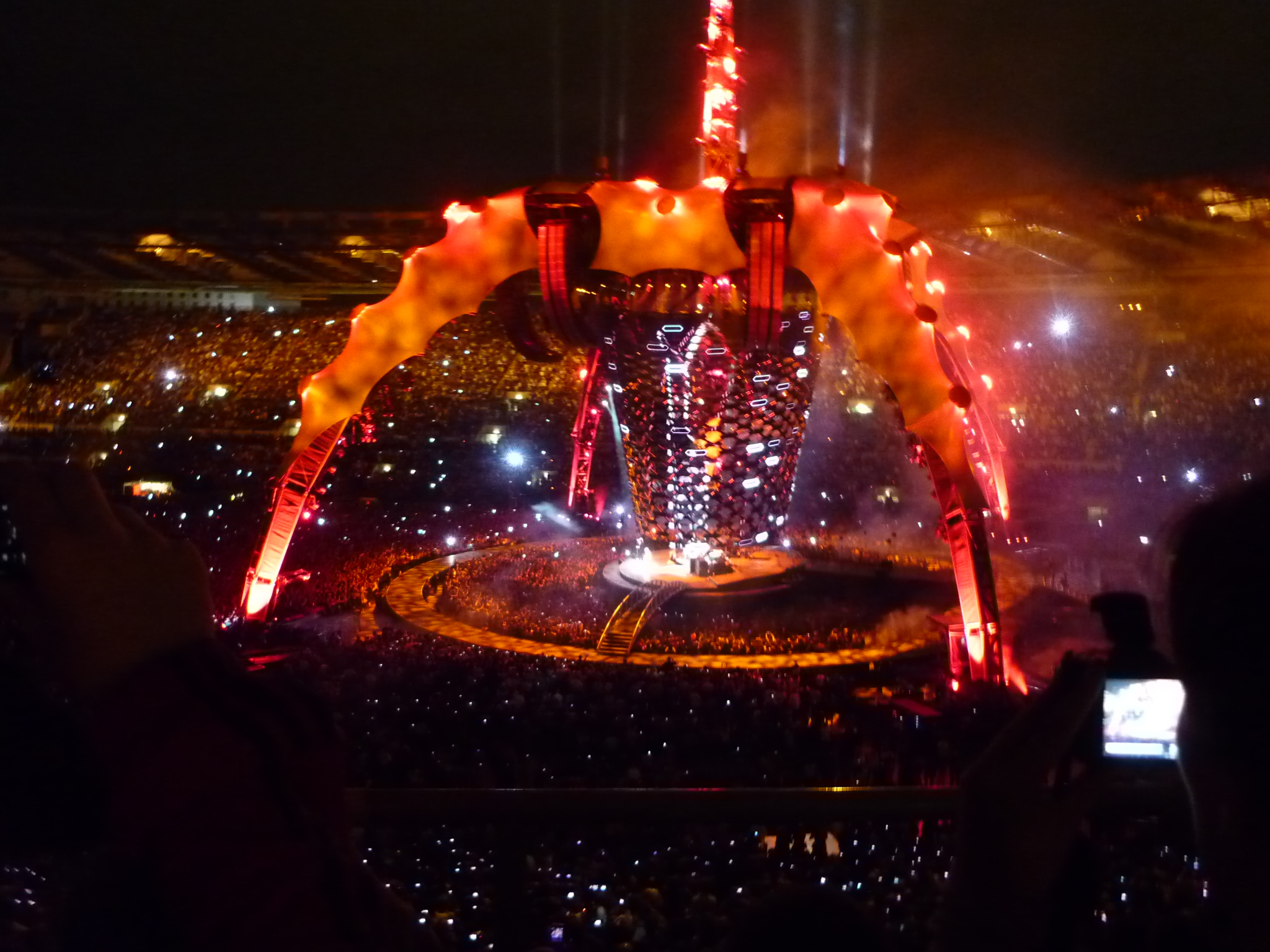
Il palco degli U2 nella tappa romana del loro 360º Tour

Il record fu possibile perché il presidente del CONI Mario Pescante autorizzò, in via eccezionale, l'installazione all'interno dello stadio di un maxipalco fatto a forma di stella lungo 112 m e largo 72 in ragione del fatto che il prato sarebbe stato sostituito proprio quell'estate e quindi il concerto non avrebbe causato danni al terreno di gioco.
Pertanto gli spettatori non occuparono soltanto la curva Sud, come era stato permesso nei precedenti concerti, ma tutto lo stadio, contribuendo quindi a raggiungere il record di affluenza.
L'artista maggiormente esibitosi all'Olimpico è Vasco Rossi, 23 volte tra il 1991 e la più recente serata nel giugno 2023 nel corso del suo Vasco Live.
Anche Ligabue è tra coloro che vantano numerose frequentazioni dell'Olimpico, tredici tra il 1996 e il 2023.
Tra gli stranieri, i più assidui sono i britannici Depeche Mode, cinque volte tra il 2006 e il 2023, nelle più recenti occasioni di scena con i loro Global Spirit Tour e Memento Mori World Tour; dietro di loro, a quota quattro esibizioni, figurano gli irlandesi U2 (tra il 2005 e la più recente nel corso del Joshua Tree Tour 2017).

Ancora, tra le altre, rilevanti le esibizioni di David Bowie e Tina Turner al Live Rock Festival 1996 e quella dei R.E.M. (Around the Sun Tour) del 2005.

## Incontri internazionali di rilievo

### Calcio
| Arbitro: | Gottfried Dienst |

|                |           |            |
| Domenghini 80’ | Marcatori | 39’ Džajić |

| Arbitro: | José Maria Ortiz |

|                       |           |  |
| Riva 12’ Anastasi 31’ | Marcatori |  |

| Arbitro: | Nicolae Rainea |

|                   |           |                         |
| Hrubesch 10’, 88’ | Marcatori | 75’ (rig.) Vandereycken |

| Arbitro: | Edgardo Codesal |

|  |           |                   |
|  | Marcatori | 85’ (rig.) Brehme |

| Arbitro: | Felix Brych |

|  |           |                                        |
|  | Marcatori | 4’, 50’ Kane 46’ Maguire 63’ Henderson |

### Rugby
| Arbitro: | Peter Francis Cooper |

|                                |      |                                                                        |
| P. Gabrielli 1’ Lanfranchi 77’ | mt   | 9’, 20’ M. Prat 43’ Lepatey 55’, 68’ Murillo 72’ Larréguy 80’ Boniface |
|                                | tr   | 9’, 20’, 43’, 68’, 72’, 80’ J. Prat                                    |
| Dari 23’, 59’                  | c.p. | 11’, 17’ J. Prat                                                       |

| Arbitro: | Steve Lander |

|                         |      |                                                      |
| Arancio 49’ Orlandi 54’ | mt   | 15’ Mulder 26’ tecnica 71’ F. Pienaar 78’ H. le Roux |
| Domínguez 54’           | tr   | 15’, 26’, 71’, 78’ Stransky                          |
| Domínguez 4’, 20’, 42’  | c.p. | 12’, 57’, 60’, 66’ Stransky                          |

| Arbitro: | Nigel Owens |

|                               |      |                        |
| Parisse 5’ Castrogiovanni 57’ | mt   | 12’ Picamoles 34’ Fall |
| Orquera 5’, 57’               | tr   | 12’ Michalak           |
| Orquera 18’                   | c.p. | 28’, 50’ Michalak      |
| Orquera 15’ Burton 68’        | drop |                        |

| Arbitro: | Wayne Barnes |

|                                       |      |                                   |
| Venditti 49’                          | mt   |                                   |
| Orquera 49’                           | tr   |                                   |
| Orquera 14’, 22’, 70’, 80’ García 36’ | c.p. | 6’, 40’, 53’, 58’, 64’ P. Jackson |